# Confédération des XIII cantons
22 décembre 1481 – 5 mars 1798
Entités précédentes :
- Confédération des VIII cantons

Entités suivantes :
- République helvétique

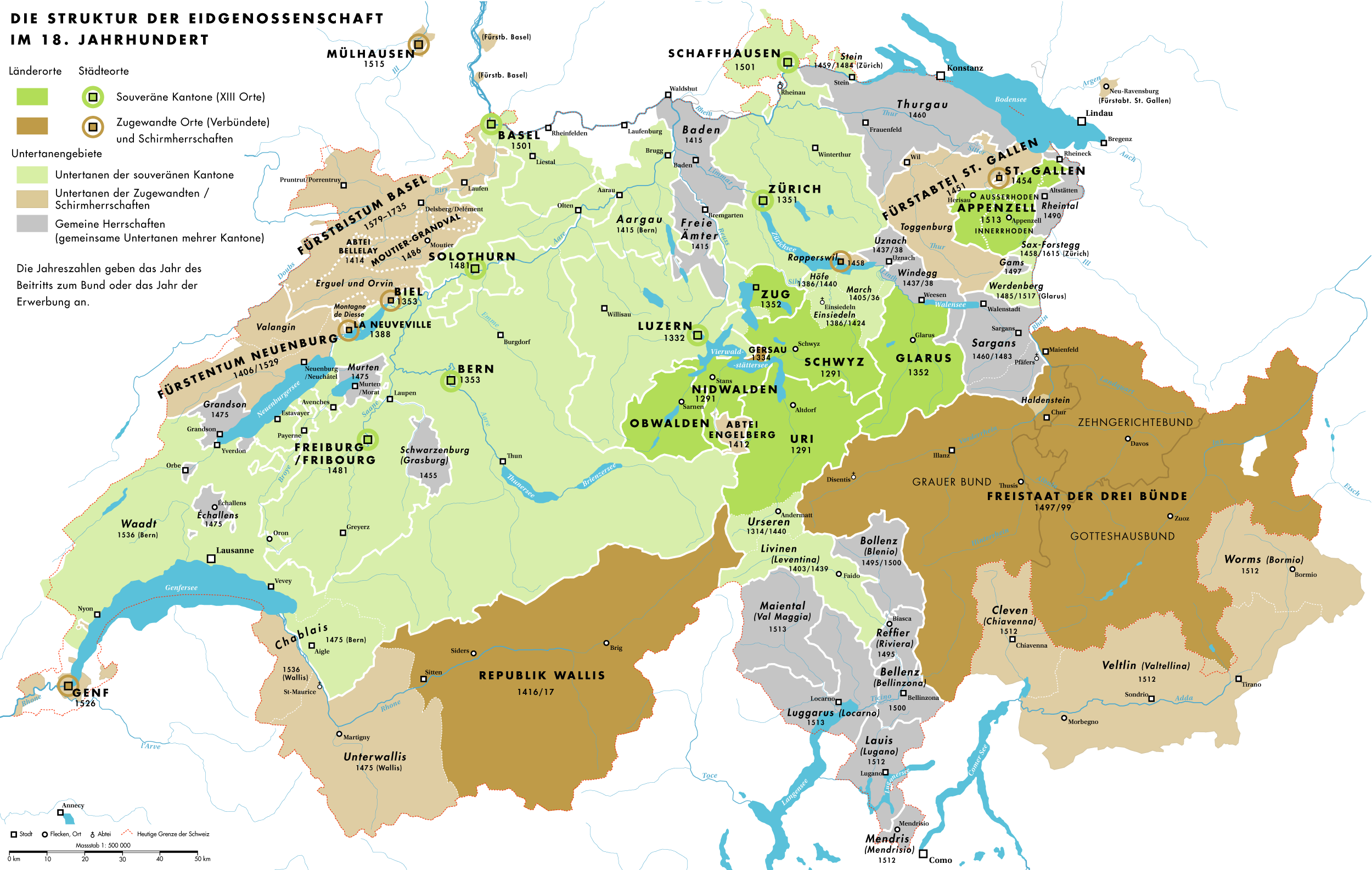
La Confédération des cantons et ses alliés au XVIIIe siècle.

La Confédération des XIII cantons désigne l'une des étapes de l'histoire de l'ancienne Confédération suisse venant après la Confédération des VIII cantons, comprise entre l'adhésion de Soleure et Fribourg le 22 décembre 1481 et la Révolution française de 1789, suivie par la République helvétique le 5 mars 1798.
À la fin des guerres de Bourgogne, l'admissibilité de deux nouveaux candidats va provoquer une division entre les cantons campagnards et urbains qui sera résolue en 1481 par un compromis. Dix ans plus tard, le refus des Confédérés de s'acquitter d'un nouvel impôt impérial va provoquer la guerre de Souabe qui débouche à la fin de 1499 sur une reconnaissance de facto des cantons suisses vis-à-vis de l'Empire et l'admission des villes alliées de Bâle et Schaffhouse en 1501, suivies par Appenzell en 1513. Les confédérés sont alors entrainés dans la tourmente des guerres d'Italie : tour à tour alliés et ennemis des Français, ils sont défaits lors de la bataille de Marignan en 1515 qui marque la fin de leur politique d'expansion.
Le XVIe siècle voit la Réforme protestante apparaître à Zurich et gagner rapidement une grande partie du pays qui va se déchirer lors de quatre guerres de religion. Stoppée progressivement par la Contre-Réforme dans la partie alémanique du pays, la Réforme se propage en revanche à l'ouest, dans les pays de Vaud, de Neuchâtel et de Genève qui devient une république libre puis, en 1541, une théocratie. Entre-temps, le duché de Savoie est chassé du pays de Vaud par les Bernois, les Fribourgeois et les Valaisans, fixant ainsi les frontières du pays telles que nous les connaissons aujourd'hui.
Pendant la guerre de Trente Ans, la Suisse reste neutre et voit son existence officiellement et définitivement reconnue lors des traités de Westphalie en 1648. Le XVIIIe siècle marque une période de prospérité scientifique et économique ; c'est de cette période que date le concept de nation suisse. Durant cette période, plusieurs soulèvements populaires se produisent à Berne, Lucerne, Uri, Fribourg, en Léventine ou dans le pays de Vaud, annonçant les futures révolutions de la fin du siècle.

## De huit à treize cantons

### Le Convenant de Stans

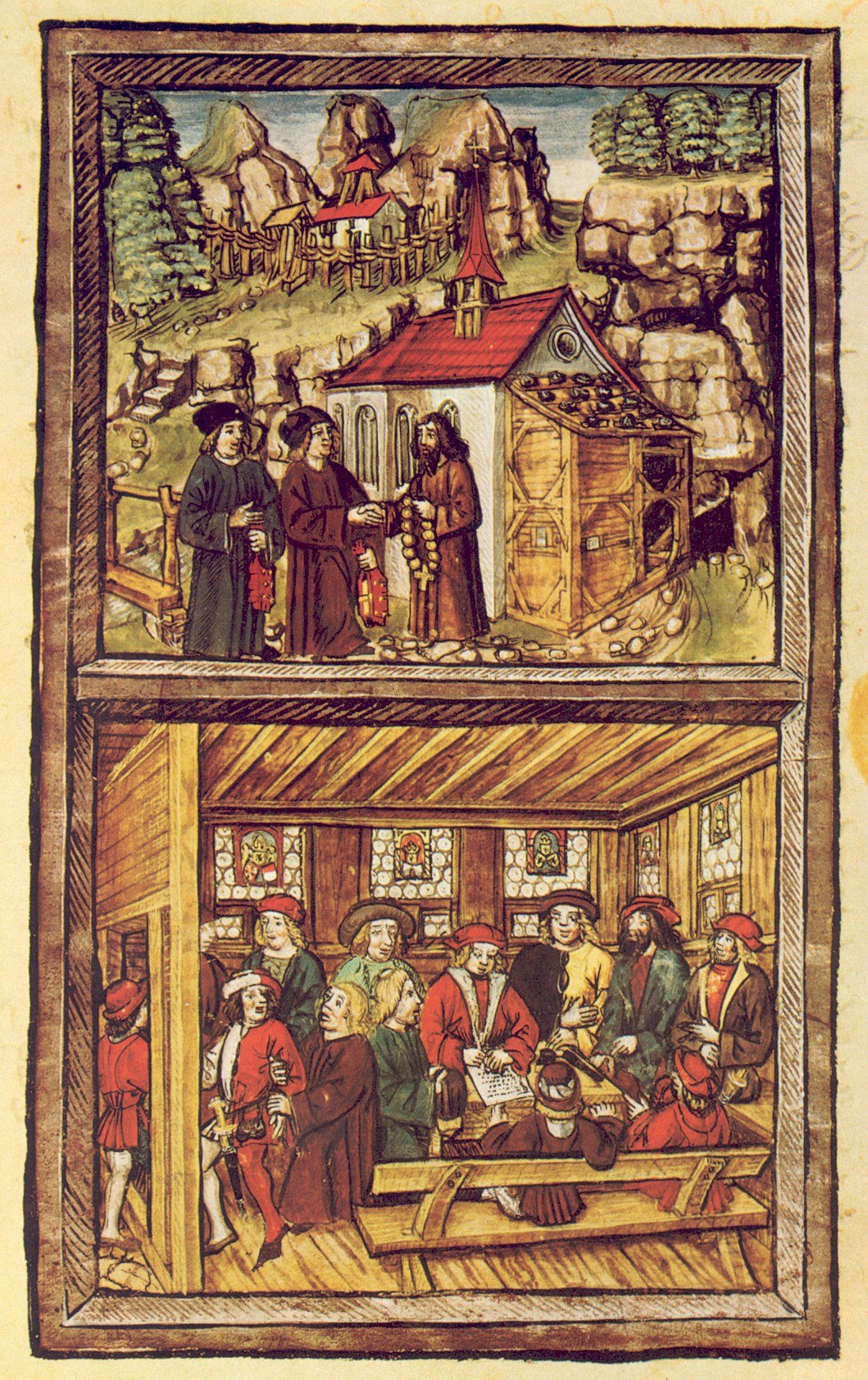
Le Convenant de Stans selon la Chronique de 1513 de Diebold Schilling.

À la fin des guerres de Bourgogne, bien que victorieux, les Confédérés sont profondément divisés. Après un siècle de conquêtes, les grandes villes (Zurich, Berne et Lucerne) ont considérablement étendu leurs territoires et leur puissance. Les cantons ruraux (où seul Uri peut encore envisager de s'agrandir sur le versant milanais du massif du Saint-Gothard) voient d'un mauvais œil la progressive domination des bourgeoisies urbaines largement plus peuplées que les campagnes.
En 1476, les demandes de Fribourg et Soleure, deux villes appuyées par Berne et Zurich, de rejoindre le système d'alliance déchirent les cantons. Les cinq cantons campagnards, en effet, craignent de se faire contrebalancer par les cinq villes en cas d'acceptation des deux nouveaux membres. Devant le refus des cantons campagnards, les villes de Zurich, Berne, Lucerne, Fribourg et Soleure signent, le 23 mai 1477, un traité de « combourgeoisie perpétuelle pour et contre quiconque », alliance offensive et défensive.
Une Diète fédérale, organisée dans la ville de Stans en 1480, ne permet pas de trouver un compromis : la réunion est ajournée à plusieurs reprises, des menaces sont proférées de part et d'autre et toutes les méthodes traditionnelles de médiation semblent infructueuses jusqu'à l'intervention de l'ermite Nicolas de Flue le 22 décembre 1481 qui délivre un message de paix, permettant ainsi d'éviter la guerre civile.
Ce jour même, outre l'entrée de Fribourg et Soleure dans la Confédération, les députés signent le convenant de Stans qui complète celui de Sempach signé en 1393 entre les membres de la Confédération des VIII cantons. Le texte règle, outre la question de la répartition du butin bourguignon, plusieurs problèmes légaux relatifs à l'intégrité territoriale des cantons ainsi que l'obligation faite aux cantons de s'entraider également en cas de révolte intérieure. Ces deux textes, regroupés, servent au pays de Constitution jusqu'à la fin du XVIIIe siècle.
Les deux nouveaux cantons sont donc finalement acceptés dans la Confédération, mais pas de plein droit : les cantons campagnards leur refusent le droit à un siège à la Diète jusqu'en 1501 et l'égalité dans les serments d'alliance jusqu'en 1526. Pour la première fois, un canton non-germanophone (Fribourg, bilingue franco-allemand) est admis ; cependant, l'allemand reste la seule langue officielle du pays jusqu'en 1798 où le multilinguisme s'imposera.

### La guerre de Souabe

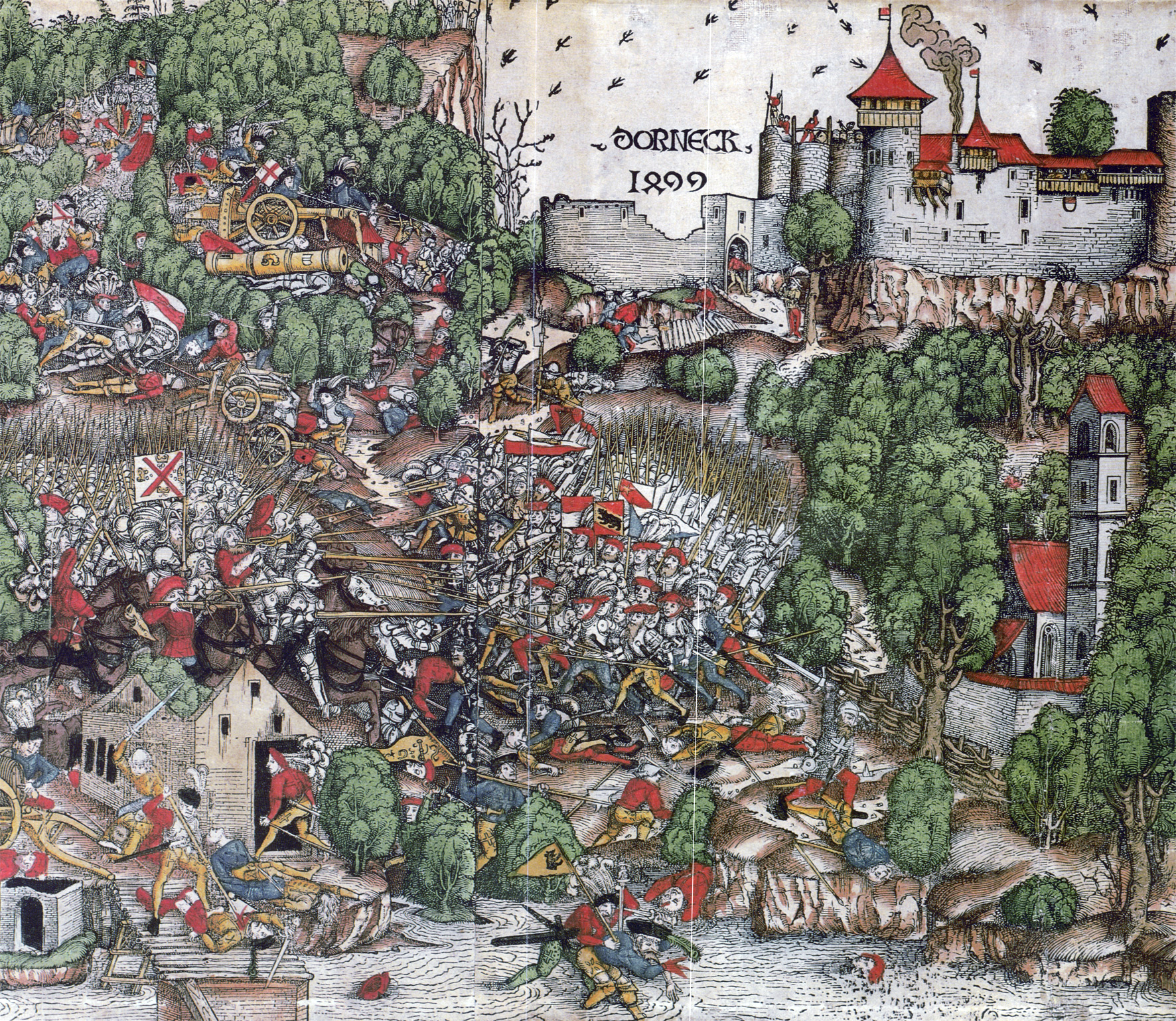
Détail d'une gravure représentant la bataille de Dornach.

À la suite de la défaite des Bourguignons, l'empereur Maximilien Ier réorganise le Saint-Empire en réunissant sous sa bannière l'ensemble des terres des Habsbourg avant de se faire couronner empereur en 1508. Usant de son titre de roi des Romains, il tente d'imposer, avec la « paix nationale sempiternelle » qui interdit toute guerre privée, un impôt baptisé le centime impérial lors de la diète de Worms d'août 1495. Les Suisses refusent de payer cet impôt, arguant de leur immédiateté impériale.
Après plusieurs recours, procès et menaces, les hostilités sont déclenchées à la suite de la confrontation entre les ligues des Grisons, alliées aux Suisses, et le Tyrol, soutenu par les villes de Souabe : la guerre de Souabe (appelée du côté allemand la guerre de Suisse) commence en février 1499 par une série de victoires confédérées lors des batailles de Frastanz, de Hard, de Bruderholz, de Schwaderloh, de Tiengen (de) où, à chaque fois, les Suisses repoussent les troupes allemandes sans pour autant exploiter leurs victoires en se retirant systématiquement en deçà du Rhin. Retenu par ses affaires aux Pays-Bas, Maximilien ne prend les choses personnellement en main que le 28 avril 1499 après avoir mis les Confédérés au ban de l'Empire. La victoire helvétique du 22 juillet 1499 lors de la bataille de Dornach, où l'intendant de l'empereur, le comte Heinrich von Fürstenberg trouve la mort, force Maximilien à négocier la paix qui est conclue lors du traité de Bâle le 24 septembre 1499. Ce traité marque, pour plusieurs auteurs, « la reconnaissance par l'Allemagne de l'indépendance de la Suisse ». Cette reconnaissance n'est toutefois jamais formellement reconnue, mais comprise et interprétée comme telle par les Suisses ; elle ne sera officiellement reconnue que lors des traités de Westphalie de 1648.

### Bâle et Schaffhouse

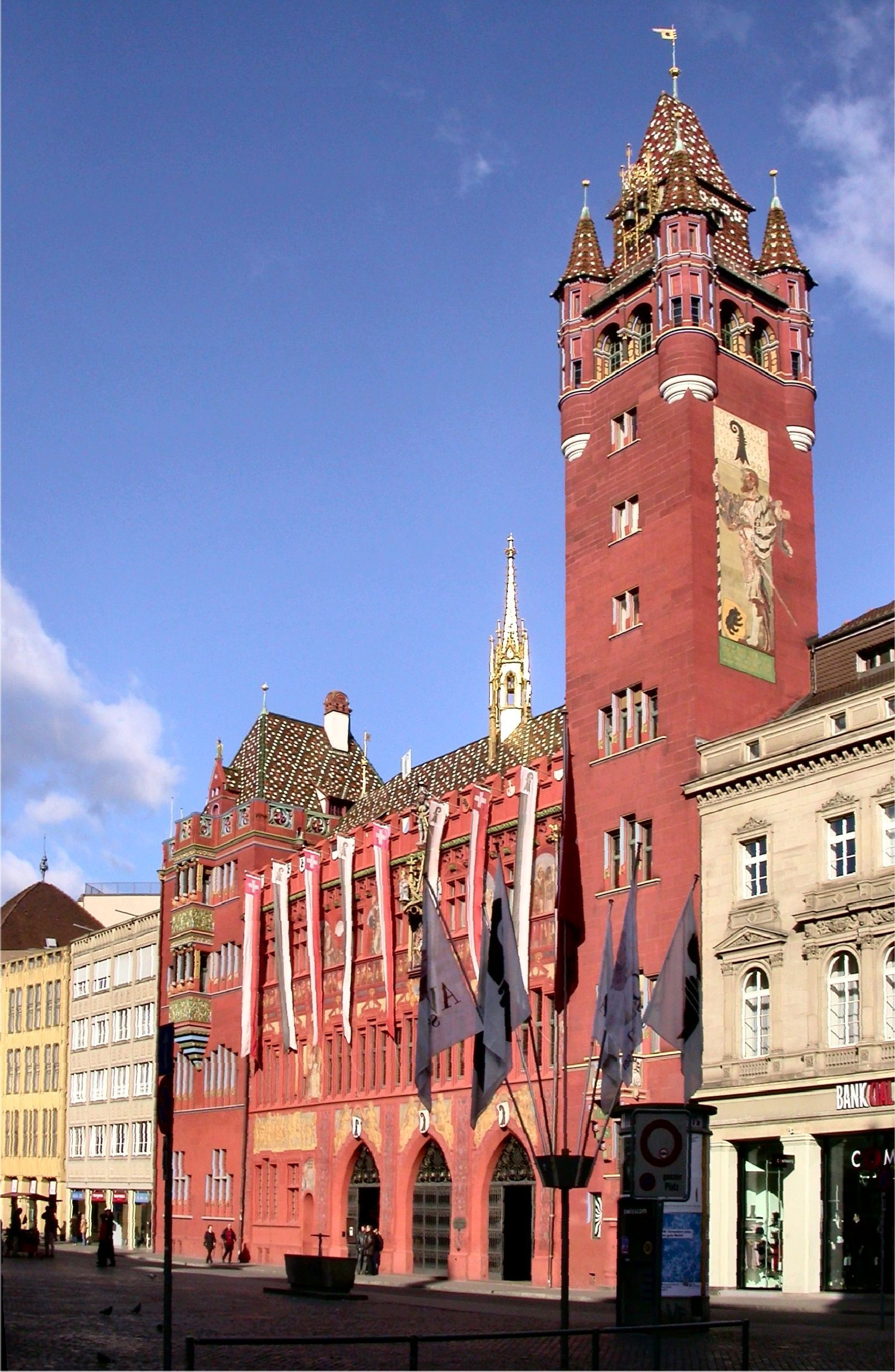
L'hôtel de ville de Bâle.

De la même manière que pour Fribourg et Soleure lors des guerres de Bourgogne, l'un des effets indirect de la signature du traité de paix avec l'empereur est l'adhésion en 1501 des nouveaux cantons de Bâle et Schaffhouse, déjà alliés depuis de longues années.
Cette admission, approuvée par l'ensemble des cantons, marque un tournant dans l'histoire du pays, pour trois raisons. Premièrement, pour la première fois de son histoire, le pays se voit avec une majorité de cantons-villes par rapport aux cantons-campagnes, dans un rapport de cinq à sept ; cette prédominance urbaine se maintiendra jusqu'en 1798. Deuxièmement, la frontière nord du pays coïncide maintenant (à l'exception de la région du Fricktal) avec le cours du Rhin, avec Schaffhouse comme tête de pont en territoire Souabe ; les Suisses, vont d'ailleurs renforcer cette tête de pont en bâtissant, entre 1564 et 1589, la forteresse de Munot qui surplombe la ville sur la colline de l'Emmersberg. Enfin, l'arrivée de Bâle dans la Confédération offre à celle-ci sa première université, fondée en 1460 ainsi qu'une importante place littéraire et culturelle dans laquelle officient des personnalités telles que Sébastien Brant, Johannes Oekolampad ou Paracelse, permettant ainsi l'accession du pays à la Renaissance.

### Appenzell

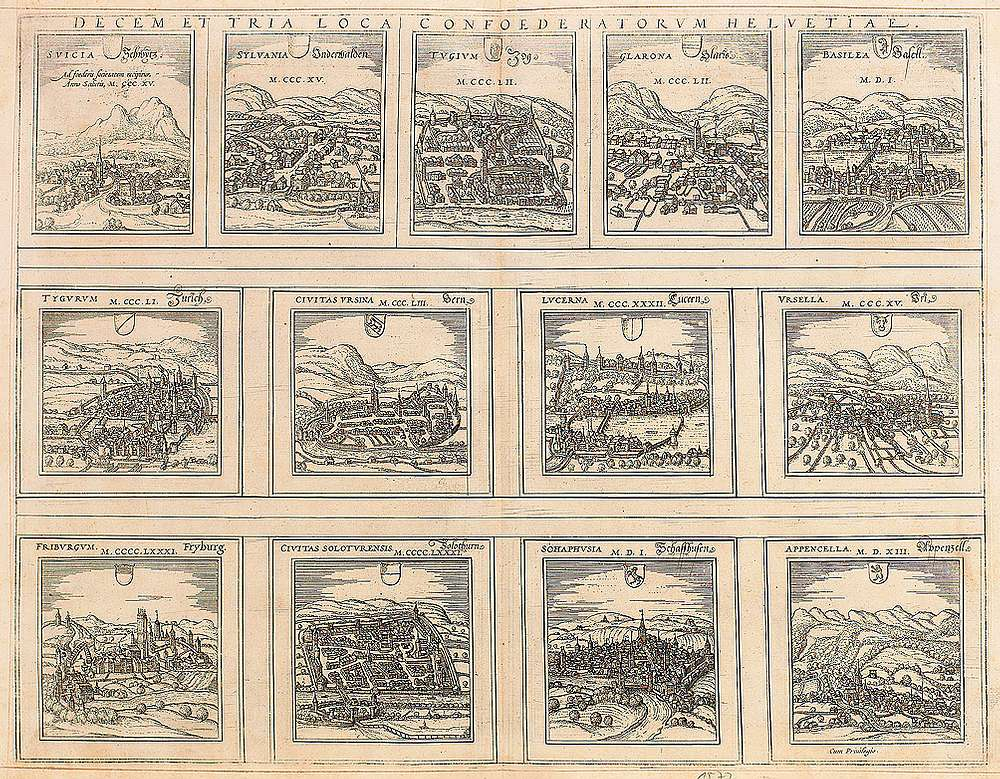
Decem et Tria Loca Confoederatorum Helvetiae Gravure représentant les cantons datant de 1572.

À partir de la signature du traité d'alliance de 1452, les soldats appenzellois prennent part à la plupart des batailles aux côtés des Confédérés, recevant même, en 1500, cosouveraineté sur le bailliage commun du Rheintal pour leur participation dans les guerres de Souabes. Cependant, les demandes des Appenzellois en 1501, 1510 puis 1512 de rejoindre de plein droit la Confédération sont systématiquement refusée par quatre cantons alliés à l'abbaye de Saint-Gall qui prétend alors toujours, malgré la guerre d'Appenzell (de) du début du XVe siècle, à l'avouerie impériale sur les quatre communes composant le pays appenzellois.
Ce n'est qu'après la crise provoquée par le demi-échec du siège de Dijon que les Confédérés acceptent Appenzell comme treizième canton le 17 décembre 1513, bien qu'il ne soit admis à siéger pour la première fois lors de la Diète fédérale de 1514. Corollaire de cette admission, les pensions reçues de l'exploitation des bailliages communs permettent au nouveau canton de racheter progressivement, jusqu'en 1566, les hypothèques qu'il avait contractées envers l'abbaye de Saint-Gall.

## La structure de la Confédération des XIII cantons

### Structure politique et géographique

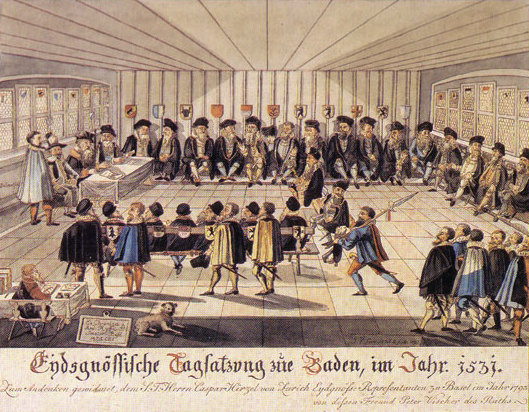
Représentation d'une Diète à Baden 1531.

Encore officiellement attachée au Saint-Empire romain germanique, la Confédération, au cours du XVe siècle, va progressivement s'en détacher et revendiquer de plus en plus clairement des droits souverains en matière judiciaire, militaire et financières. Au début du XVIe siècle, de fait, la Suisse se compose de trois entités alliées et égales entre elles, à savoir la principauté épiscopale du Valais qui devient, en 1627, une fédération de sept dizains, l'État libre des Trois Ligues (soit la Ligue de la Maison-Dieu, la Ligue grise et la Ligue des Dix-Juridictions), une fédération démocratique regroupant une cinquantaine de juridictions et possédant les bailliages de Chiavenna, de la Vateline et de Bormio et enfin la Confédération suisse (également appelée Ligue Suisse ou Corps helvétique) qui se compose de cinq cantons (Orte) ruraux, sept cantons-villes et un canton mixte (Zoug) et possède les bailliages communs d'Échallens, Grandson, Orbe, Mex, Morat, Schwarzenburg, Baden, Freie Aemter, Thurgovie, Rheintal, Uznach, Gaster, Gams, Sargans, Vallemaggia, Locarno, Lugano et Mendrisio. Également membres de la Confédération, mais comme simples alliés (zugewandte Orte), se trouvent les territoires de Saint-Gall, Rottweil, Mulhouse, Bienne, Genève, Neuchâtel ainsi que l'évêché de Bâle (selon l'ordre protocolaire). Enfin, la protection de la Confédération s'étend également à l'abbaye d'Engelberg et à la république de Gersau.
L'autorité centrale de la Confédération est la Diète fédérale, dont les pouvoirs décisionnels sont quasi nuls. En effet, cette Diète n'est qu'un congrès de délégués dont les décisions ne peuvent être prises qu'à l'unanimité. Chaque canton envoie une délégation, en général de deux membres mais ne disposant que d'une voix, lors des diètes qui se tiennent environ 20 fois par an au début du XVIe siècle. L'assemblée, outre les Trois Ligues et le Valais systématiquement invités, peut demander à consulter les alliés en cas de besoin et entend également les ambassadeurs étrangers. Depuis l'an 1500, la Diète est présidée par le canton de Zurich (le canton présidant la diète est appelé en allemand Vorort), sans toutefois avoir de siège fixe : celui-ci est déterminé de séance en séance, bien que fréquemment choisi entre Baden en Argovie et Frauenfeld en Thurgovie qui accueillent à eux deux en particulier les Diètes générales.

### Structure sociale et économique

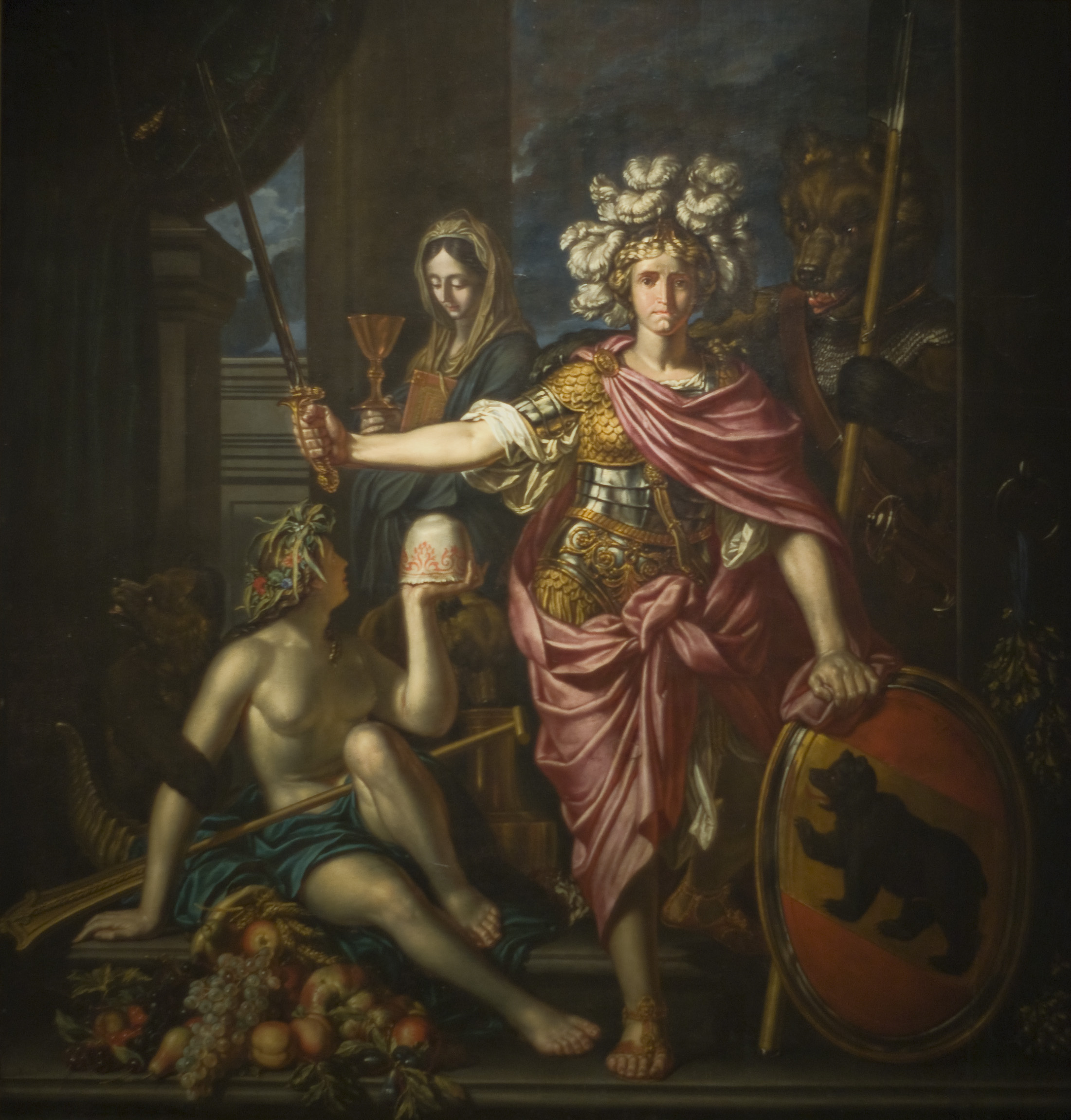
Représentation allégorique de Berne par Joseph Werner en 1682.

Que cela soit dans les villes ou dans les campagnes, le XVIe siècle voit une consolidation des classes supérieures qui vont progressivement, en plus de leurs activités principales, accaparer de plus en plus fréquemment les charges politiques et gouvernementales. Ils créent ainsi une nouvelle forme d'aristocratie que cela soit dans les villes, où les familles actives dans le commerce et l'industrie vont progressivement dominer la scène politique et sociale, ou dans les campagnes où la politique et l'administration sont dominés par des commerçants en sel, bétail ou par les bénéficiaires du transit alpin.
Le retrait du pays des principaux champs de bataille européens se traduit par une diminution du taux de mortalité et une augmentation rapide de la population (qui passe de 1,2 à 1,7 million au cours du XVIIIe siècle), particulièrement dans les villes. Celles-ci vont prendre le contrôle économique du pays, en particulier par l'octroi de crédit sous la forme d'hypothèques que, bien souvent, le bénéficiaire ne peut rembourser, permettant ainsi à la bourgeoisie urbaine de constituer des domaines campagnards en remplacement des seigneurs locaux. C'est le cas par exemple dans le canton de Fribourg qui va acquérir la seigneurie de Corbières en 1554 à la suite d'une hypothèque octroyée en 1543. Les bourgeois deviennent ainsi des gentilshommes, propriétaires terriens. Dans le canton de Berne et de Fribourg, ils prennent le nom de « Leurs Excellences » (abrégé LLEE pour bien montrer le pluriel).
Bien que la zone moyenne d'influence financière des villes passe d'environ 20 à 30 kilomètres entre la première moitié du XVIe siècle et le début du XVIIe siècle, la majorité des villes n'investissent qu'à l'intérieur de leurs frontières cantonales, à l'exception des territoires trop exigus, tel que Schaffhouse où les bourgeois préfèrent investir sur la rive sud (côté suisse) du Rhin.
Économiquement, bien que le mercenariat reste l'une des principales sources de revenu (il y eut, à certaines périodes, près de 60 000 mercenaires suisses engagés par les différents pays européens), l'agriculture (du trèfle, du tabac et de la pomme de terre principalement au détriment de céréales) et l'élevage sont toujours l'apanage des campagnes. Les villes se lancent progressivement dans l'industrialisation avec la draperie, principal produit d'exportation entre le XVe siècle et le XVIIe siècle. À la même époque, les marchands de laine et de toiles mettent en place le Verlagssystem, par lequel ils fournissent la matière brute et les outils nécessaires aux producteurs indépendants, avant de reprendre le travail fini.

## Les guerres d'Italie

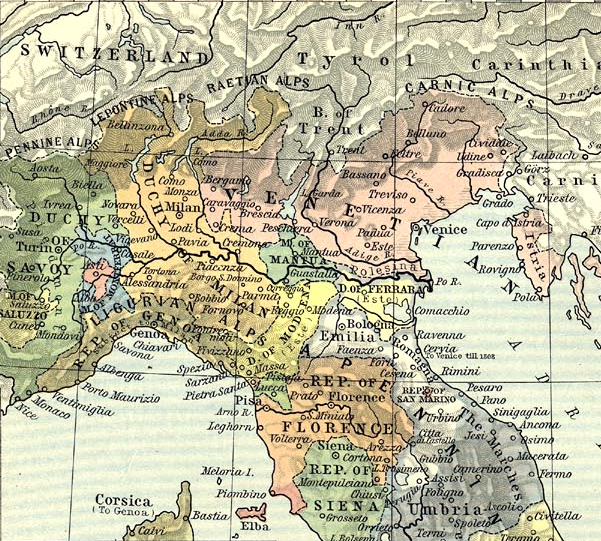
Situation en Italie du Nord en 1494.

Lorsque le roi de France Charles VIII se lance dans les guerres d'Italie, il reçoit rapidement le soutien de plusieurs des cantons suisses, en particulier d'Uri, Schwyz Unterwald et Lucerne, dont les multiples tentatives de contrôle du Tessin et des vallées sud du massif du Gothard, alors sous le contrôle du duché de Milan, s'étaient révélées infructueuses, à l'exception de la Léventine, contrôlée par Uri depuis 1441. Ainsi, en 1499, les Confédérés repassent le Gothard et envahissent, en tant qu'alliés de la France, la Riviera et la région de Bellinzone, territoires qui leur sont attribués définitivement en 1503 par le roi Louis XII de France et transformés en bailliages communs. Dans le même temps, près de 5 000 mercenaires se battent directement dans l'armée de Louis XII. Cependant, plusieurs cantons, dont en particulier Berne et Zurich, opposés à l'alliance avec la France, fournissent des mercenaires dans le camp adverse, en particulier au duc de Milan Ludovic Sforza (dit le Maure). Enfermé dans la ville de Novare le 6 avril 1500, le duc de Milan et ses troupes se préparent à subir le siège des 15 000 soldats français ; c'est à ce moment que les mercenaires suisses refusent de combattre leurs compatriotes et négocient un armistice ainsi que le droit de quitter la ville. Une tentative du duc de s'échapper sous un déguisement de fortune échoue : il est trahi par un soldat uranais et livré aux Français lors d'un épisode appelé par la suite la « trahison de Novare ». Toujours en 1503, et à la suite des quelque 30 000 morts estimés lors des batailles, la Diète fédérale légifère pour la première fois sous la pression populaire, sur une centralisation de la politique extérieure en déniant le droit aux cantons de passer des alliances sans l'assentiment de la majorité des Confédérés.
Trois ans plus tard, sous la pression diplomatique du cardinal Matthieu Schiner, évêque de Sion depuis 1499 et farouche partisan de la papauté, les Suisses changent d'alliance, adhérent à la Sainte-Ligue, coalition anti-française comprenant également l'Espagne, l'Autriche, Venise et l'Angleterre, et autorisent le Pape à recruter en Suisse une force militaire de 10 000 hommes chargés de la protection du Vatican dès le mois de mars 1510. Les Suisses sont partie prenante lors de la défaite française à la bataille de Novare du 6 juin 1513. En récompense, ils reçoivent le reste du Tessin, les régions de Lugano et Locarno, ainsi que la vallée d'Ossola, également transformés en bailliages communs alors que les ligues grisonnes, alliées des Confédérés, reçoivent la Valteline. La bataille de Novare marque le point culminant de la suprématie militaire des Suisses, avant que le demi-échec de l'expédition de Bourgogne et du siège de Dijon du 7 septembre 1513 où les troupes suisses se retirent avant que le traité de paix, pourtant largement en leur faveur, ne soit signé, permettant ainsi à Louis XII de rompre le traité et de reprendre les hostilités.

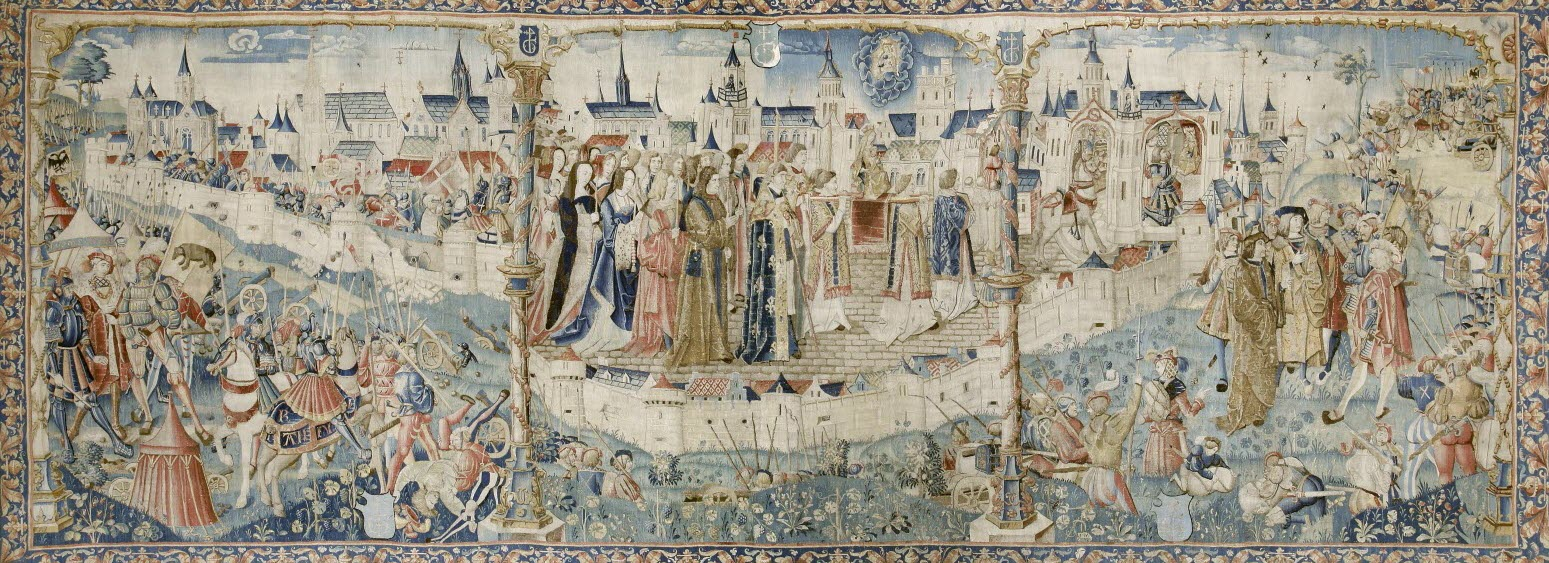
Le Siège de Dijon par les Suisses en 1513

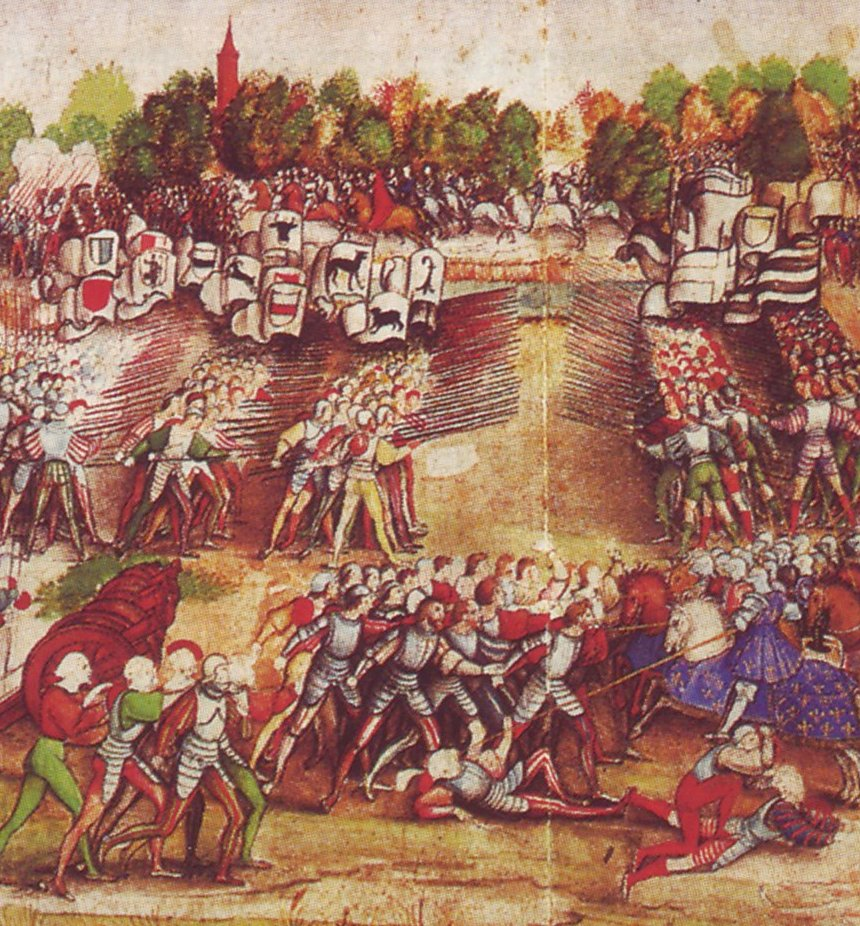
Détail d'une miniature représentant la bataille de Marignan.

Dès son accession au trône de France, François Ier commence par diviser les Suisses : les cantons occidentaux (Bâle, Soleure, Berne et Fribourg), n'ayant guère d'intérêts en Italie, retirent leur troupes en échange d'avantages commerciaux avec la France à la suite du traité de paix de Gallarate du 8 septembre 1515. Cette désunion va provoquer la défaite helvétique lors de la bataille de Marignan les 13 et 14 septembre 1515 qui marque la fin de la politique d'expansion des Confédérés qui ne participeront plus dès lors aux grandes batailles du continent qu'en tant que mercenaires.
La principale conséquence des guerres d'Italie, formalisée par la paix perpétuelle signée le 29 novembre 1516 à Fribourg, est l'entrée de la Confédération dans l'orbite française qu'elle ne quittera qu'à la Restauration : commercialement, mais surtout militairement, la primauté est dès lors officiellement donnée à la France qui devient le plus grand employeur de mercenaires suisses. Territorialement, les Suisses perdent le val d'Ossola et quelques territoires au bord du lac Majeur, mais les bailliages italiens sont préservés, fixant ainsi définitivement les frontières méridionales du pays.
Cette paix perpétuelle est encore confirmée par un traité d'alliance défensive signée le 5 mai 1521, par lequel les Suisses s'engagent à défendre le royaume de France contre tout agresseur contre le payement de pensions et l'octroi de plusieurs avantages commerciaux.

## La Réforme protestante

### La Réforme à Zurich

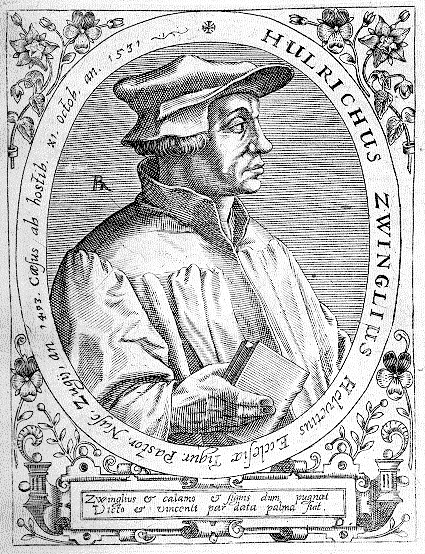
Portrait de Zwingli.

La Réforme protestante est introduite en Suisse par Ulrich Zwingli, curé de Zurich. Adepte d'une réforme plus radicale que celle de Martin Luther et imprégné de l'humanisme d'Érasme, il prêche, dès 1521, le rejet de la hiérarchie catholique ainsi que de l'ensemble des rites qui ne sont pas décrits dans le Nouveau Testament.
Il entre en conflit ouvert avec ses collègues et l'évêque de Constance dont dépend Zurich dès 1522 en rejetant la légitimité de l'abstinence, du célibat ecclésiastiques (il épousera par la suite Anna Reinhard avec qui il aura quatre enfants) et du jeûne de carême. L'affaire se politise et tourne à l'affrontement entre la Diète fédérale qui condamne ces « innovations » et le Conseil civil de la ville qui soutient le prédicateur ; le 29 janvier 1523, une dispute théologique est organisée entre Zwingli et le représentant de l'évêque sur les « problèmes de la foi ». Le gouvernement civil donne raison au prédicateur lors de cette dispute ainsi que lors d'une seconde qui se tient en octobre 1525 et adopte officiellement la Réforme en même temps qu'une série de mesures abolissant la messe, le mariage religieux et le célibat des prêtres, les couvents et le mercenariat.
Cette dernière mesure en particulier va dresser les autres cantons contre Zurich qui est exclue de la Diète alors que la Réforme continue de se répandre à Berne, Bâle, Schaffhouse, Mulhouse, Bienne, Saint-Gall, Glaris (en partie), Appenzell et dans les Grisons tout en devant lutter à la fois contre le catholicisme rural mais également contre les anabaptistes, adeptes de la Réforme radicale. Devant cette avancée, les cantons catholiques, et principalement les Waldstäten, organisent du 21 mai au 8 juin 1526 la dispute de Baden (de) qui voit la victoire des thèses catholiques, l'excommunication de Zwingli et la consécration d'une division fondamentale du pays entre les deux religions. Seuls Glaris et Appenzell restent neutres, car mixtes.

### Les deux guerres de Kappel

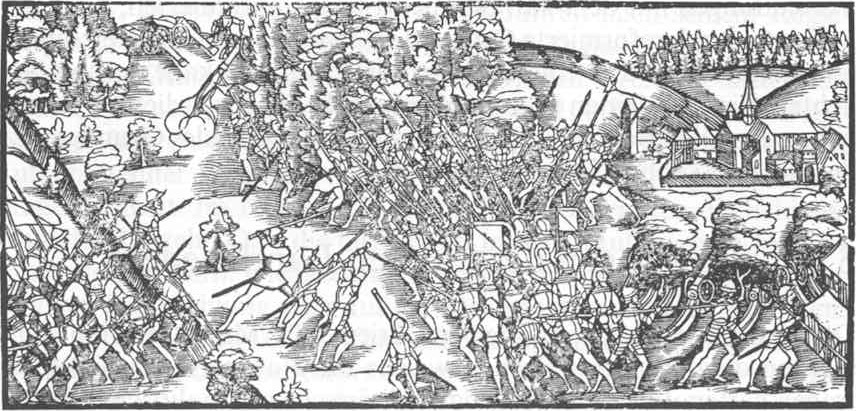
Représentation de la Seconde Guerre de Kappel.

Progressivement, les deux camps vont se regrouper : les protestants en une double union des « combourgeoisies chrétiennes » signées les 25 décembre 1527 et 15 octobre 1529 et les catholiques au sein de l'« Union chrétienne » qui est fondée le 22 avril 1529 à la suite de contacts avec le Valais, la Savoie et les Habsbourg d'Autriche. Si la liberté de religion ne pose pas trop de problèmes au sein des cantons, la lutte est en revanche féroce pour savoir qui a autorité pour déterminer la confession dans les bailliages communs où les cantons protestants désirent laisser chaque paroisse choisir librement son appartenance alors que les cantons catholiques s'y opposent catégoriquement. Des deux côtés, les provocations et menaces se succèdent, jusqu'à la mise à mort sur le bûcher, par les autorités de Schwytz, du pasteur Jakob Kaiser en représailles à l'exécution à Zurich d'un notable thurgovien : à cette nouvelle, Zurich déclare la guerre aux cinq cantons catholiques le 8 juin 1529 et mobilise ses troupes qui sont envoyées en direction du village de Kappel am Albis, à la frontière zougoise. Cette première guerre de religion en Europe, baptisée Première Guerre de Kappel, est évitée de justesse à la suite de la médiation d'Hans Aebli (de), landamman de Glaris, resté neutre. La première paix de Kappel est signée le 26 juin 1529 ; elle autorise la Réforme à s'étendre dans les bailliages communs et force les cantons catholiques à renoncer à leur alliance avec l'autrichien Ferdinand Ier, tout en interdisant la tenue du culte protestant dans ces cantons. La légende a retenu l'épisode de la soupe au lait de Kappel qui se serait déroulé pendant les négociations de paix.
Cette paix ne survit cependant que quelques années : considérant que le refus des cantons catholiques d'envoyer des troupes pour aider les ligues grisonnes, en grande partie réformées, lors de la guerre de Musso (it) au début de l'année 1531 s'apparente à une violation des pactes d'alliance, les Zurichois, toujours menés par Zwingli et soutenus par Berne, imposent un blocus économique aux cantons de Lucerne, Uri, Schwytz, Unterwald et Zoug dès l'été 1531 dans le but de les forcer à autoriser le culte protestant sur leurs terres. Ces derniers mobilisent et passent à l'offensive le 11 octobre 1531 dans la Seconde Guerre de Kappel où 7 000 de leurs hommes affrontent victorieusement 2 000 Zurichois. Dans la bataille, les catholiques perdent environ 100 hommes contre 500 du côté protestant, parmi lesquels Zwingli, qui avait accompagné les troupes comme aumônier militaire et qui, retrouvé mort sur le champ de bataille, est par la suite brûlé comme hérétique. À la suite de l'annonce de sa mort, la seconde paix de Kappel est signée le 16 novembre 1531 grâce à la médiation de la France : si chaque canton peut librement choisir sa religion, le catholicisme est déclaré religion principale dans les bailliages communs et les combourgeoisies chrétiennes sont dissoutes. Cette paix, parfois appelée « seconde paix nationale », fixe quasiment définitivement les frontières religieuses en Suisse allemande et devient l'un des traités constituant le droit fondamental de la Confédération avec les anciens pactes.

### La Réforme à l'ouest

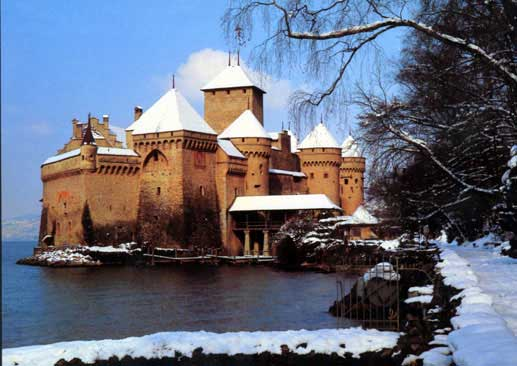
Le château de Chillon sous la neige.

Dans sa poussée constante vers l'ouest, Berne, qui occupe provisoirement Neuchâtel devenu bailliage commun entre 1512 et 1529, impose la réforme à Genève en 1533 avant de partir, le 22 janvier 1536 avec l'aide de Fribourg et du Haut-Valais, à la conquête des territoires romands et en particulier du pays de Vaud. Elle s'étend même jusqu'au Chablais en prétextant de venir en aide à Genève, alors sous la menace du duc de Savoie. En moins d'un mois, les troupes bernoises commandées par Hans Franz Naegeli, occupent successivement Lausanne, Morges, Rolle, Nyon, Divonne, Coppet, le pays de Gex, le Fort l'Écluse, le Genevois, le Faucigny, puis termine la conquête par la prise du château de Chillon le 29 mars 1536. De leur côté, craignant une trop forte avancée des troupes bernoises, les autorités du Haut-Valais vont prendre le reste du Chablais ainsi que la rive gauche du Rhône et du lac Léman jusqu'à Thonon.

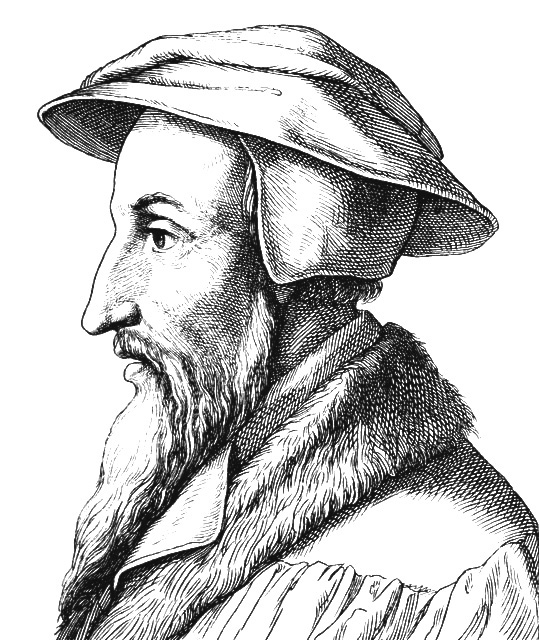
Portrait de Jean Calvin.

Les conquêtes helvétiques à l'ouest, motivées en partie par l'entrée en guerre de François Ier contre la Savoie, se terminent par le rachat du comté de Gruyère par Fribourg et Berne en 1555. Dans le même temps, le reste du duché de Savoie est envahi par la France, Genève devient une ville indépendante et le bailliage du Tessin confirme sa volonté de rester catholique, poussant plusieurs familles de Locarno, protestantes, à s'exiler à Zurich.
La réforme se répand en Suisse romande, en en particulier à Lausanne et Genève, grâce aux prédicateurs Guillaume Farel, Pierre Viret, et Jean Calvin qui sont toutefois bannis de Genève en 1538. Deux ans plus tard, après un séjour à Strasbourg où il se marie, Calvin est rappelé à Genève le 13 septembre 1541 où il devient bourgeois en 1559 alors que la ville est devenue une véritable théocratie, l'Église de Genève devenant, à travers le consistoire, le gouvernement spirituel de ce qui devait devenir la « Rome protestante ». Pendant la même période, les protestants fondent deux académies, respectivement à Lausanne en 1537 puis à Genève en 1559, destinées à former des pasteurs.
Deux traités de paix en 1564 à Lausanne puis en 1569 à Thonon entre Berne et le Valais d'un côté et le duc de Savoie de l'autre confirme les possessions bernoises sur la rive nord du lac, mais remet la rive sud sous tutelle savoyarde. Côté valaisan, la frontière est fixée sur la rivière de la Morges. En conséquence, Genève se trouve à nouveau isolée de la Confédération et entourée de territoires savoyards. La ville parvient toutefois a renouveler son traité de combourgeoisie avec Berne et y fait inclure Zurich. Après que les cantons catholiques ont refusé à deux reprises l'entrée de la ville dans la Confédération, la Savoie tente une dernière fois et sans succès de récupérer Genève, dans la nuit du 11 décembre 1602, lors de l'Escalade.

### La Contre-Réforme

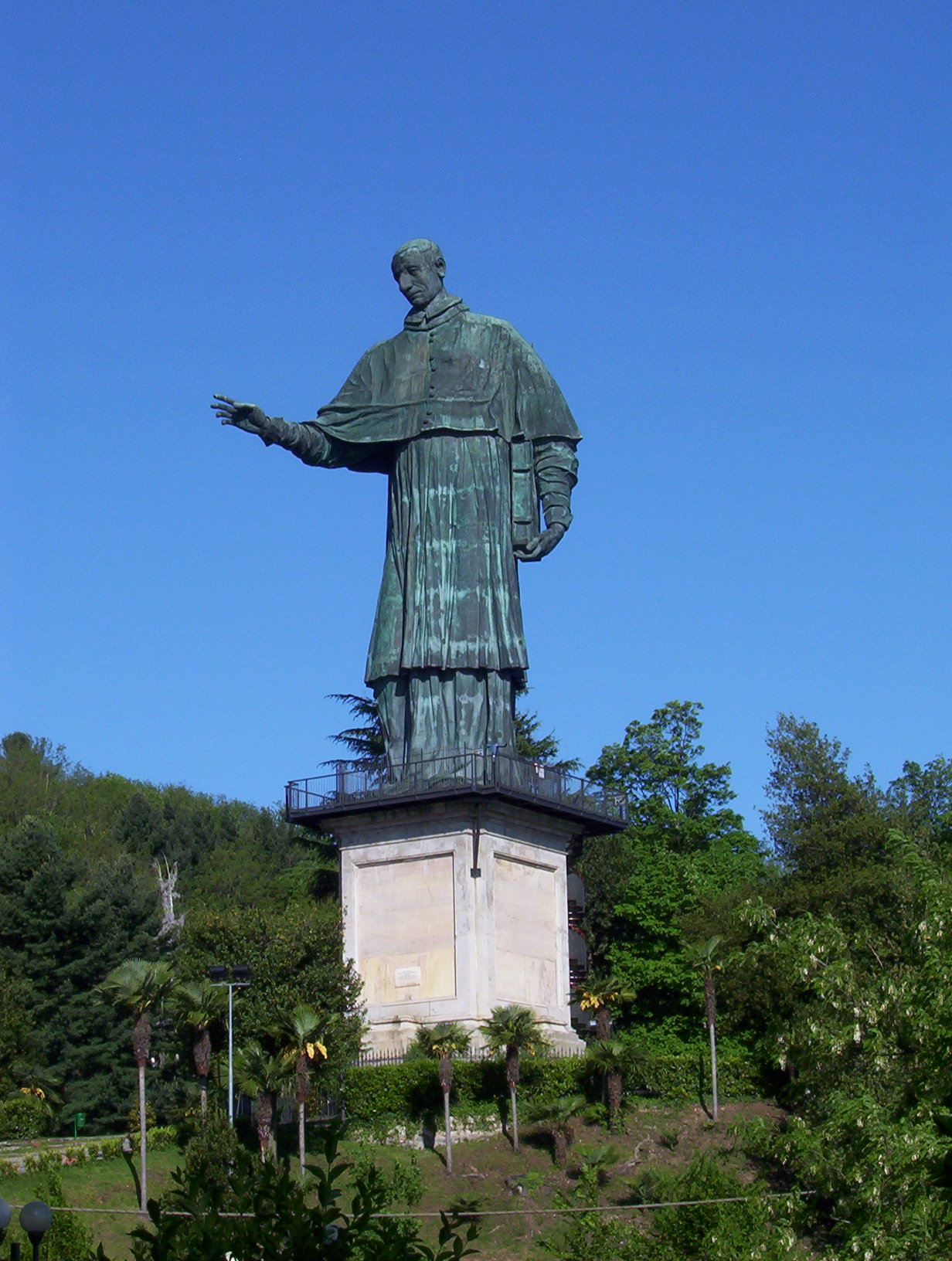
Statue de Charles Borromée à Arona.

La réaction des États catholiques européens, et en particulier du Vatican, devant l'avancée de la réforme protestante, se traduit par la convocation du concile de Trente en 1545 par le pape Paul III. Ayant déjà pris des mesures pour stopper l'avancement de la réforme, les cantons catholiques boudent les deux premières réunions avant de se faire représenter par l'abbé d'Einsiedeln et par le landmann de Nidwald qui acceptent, en 1564, les conclusions et résolutions du Concile. Ces résolutions ne sont toutefois pas appliquées rapidement, d'une part à cause de l'opposition du bas clergé aux réformes intérieures et d'autre part à cause de l'indolence ou de la fuite des évêques de Bâle, Coire, Constance (remplacé par l'établissement d'une Curie à Lucerne), Genève (en fuite en Savoie) et Lausanne (réfugié à Fribourg).
En 1570, le cardinal et archevêque de Milan, Charles Borromée aidé du nonce apostolique Jean-François Bonhomini (de) donne l'impulsion nécessaire pour lancer le programme d'instruction publique ordonné par le Concile et défini dans la « réforme catholique ». Les jésuites sont contactés et ouvrent une première école en 1574 à Lucerne, suivie d'une seconde à Fribourg six ans plus tard et d'une troisième en 1591 à Porrentruy d'où sortent chaque année une cinquantaine de séminaristes par année. Parallèlement, l'ordre des Capucins s'installe en Suisse dès 1535 pour y assurer le renouveau de la prédication et de l'activité pastorale : un premier monastère capucin est fondé à Altdorf en 1589, suivi de deux autres à Stans et Lucerne.
Dans le même temps où commencent à s'appliquer les mesures du renouveau catholique, la Contre-Réforme, visant à freiner l'avance et reconquérir le terrain perdu face à la Réforme protestante, se met en place. En particulier, l'action du nouvel évêque de Bâle, Jacques Christophe Blarer de Wartensee permet aux catholiques de reprendre la vallée de la Birse, Porrentruy, les vallées de Laufon et de Delémont et les Franches-Montagnes (toutes bailliages de Bâle et dont le sort est réglé par un arbitrage annexé au traité de Baden[Lequel ?] en 1585), mais échoue dans la même opération visant un échange avec Berne entre la ville de Bienne et les territoires de l'abbaye de Moutier-Grandval. De son côté, l'évêque de Sion Adrien de Riedmatten, aidé par les populations reculées des vallées, va reconquérir à la foi catholique le Valais, tout en abolissant les abus du clergé. En 1604, il fait paraître un règlement interdisant la religion protestante sur le territoire valaisan et fermant la porte à toute charge politique, sociale ou économique aux protestants.
À la suite d'un désaccord profond à propos d'une alliance avec l'Espagne, la Diète fédérale propose en 1597 la partition du canton d'Appenzell en deux demi-cantons : Appenzell Rhodes-Intérieures, catholique, et Appenzell Rhodes-Extérieures, protestant, après que toutes les tentatives de dialogue et de médiation ont échoué. Le pays se retrouve de fait coupé en deux, avec deux Diètes séparées, l'une à Lucerne et l'autre à Aarau : si les catholiques détiennent la majorité en termes de cantons, ils se savent largement dominés tant économiquement que démographiquement.

## Les dernières guerres de Religion

### La guerre de Trente Ans

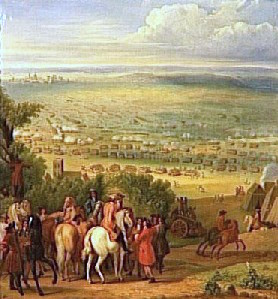
Représentation de la bataille de Lens, lors de la guerre de Trente Ans.

Alors que se déclenche, en 1618, une guerre européenne à leur porte, les cantons suisses décident de ne pas s'impliquer dans la guerre de Trente Ans : d'un côté les catholiques ne désirent pas se ranger sous la bannière des Habsbourg et, de l'autre, les protestants se méfient de la Suède, puissance montante en Europe ; en parallèle, l'embauche par les protagonistes de milliers de mercenaires dope l'économie locale. Les 18 et 19 juillet 1620, les trois Ligues grisonnes, principale cible des deux camps qui visent le contrôle des cols rhétiques, voient se dérouler le massacre de « Sacro Macello » (littéralement la sainte boucherie) pendant lequel les catholiques de la Valteline massacrent de nombreux protestants avec l'aide des troupes espagnoles de Milan.
Lorsque les hostilités s'intensifient et que la guerre devient européenne avec l'entrée en lice de la France du côté protestant et de l'Espagne et des Pays-Bas du côté catholique, la Diète fédérale se réunit à Baden et déclare officiellement la neutralité du pays dans le conflit en 1631. Cette neutralité affichée est toutefois mise à mal à quelques reprises, en particulier en 1632 lorsque des troupes bernoises, envoyées au secours de Mulhouse, sont attaquées par erreur par des Soleurois et en 1633, lorsque les catholiques accusent à tort Zurich d'avoir aidé les Suédois dans leur tentative de la prise de la ville de Constance.

### Le défensional de Wil
Malgré la déclaration de neutralité de la Diète, les violations de frontières se multiplient au nord du pays, faisant naître le besoin d'une défense commune, encadrée par un pacte commun, par opposition aux premiers défensionaux, conclus entre quelques cantons seulement et pour une durée limitée. Plusieurs propositions sont faites dans ce sens entre 1620 et 1639, successivement par les cantons protestants (refusée par Bâle), par Berne (refusée par la Diète), puis par Bâle (refusée par Berne et Zurich).
En 1646, la progression des Suédois jusqu'au bord du lac de Constance ravive les craintes d'une invasion du pays et force la Diète à fonder un « Conseil de guerre » dans le village saint-gallois de Wil en 1647, chargé de défendre les frontières du pays (et principalement la Thurgovie) à l'aide d'une force de 36 000 hommes, fondé officiellement. Dans le même temps, une instruction militaire obligatoire est mise sur pied par les autorités cantonales pour les combattants individuels ainsi que pour les formations
D'abord provisoire, le conseil est rendu permanent lors de la révision du défensional du 18 mars 1668 à Baden, et voit ses effectifs augmentés à 40 000 hommes et 60 canons à la suite de l'occupation de la Franche-Comté par la France.
Le défensional sera, entre 1676 et 1703, dénoncé par les cantons de Schwytz, Uri, Obwald, Zoug, Nidwald et les deux Appenzell sous prétexte qu'il met en danger leur indépendance et souveraineté.

### Les traités de Westphalie
Bien que n'ayant pas participé activement à la guerre de Trente Ans, les Confédérés, habitués à être inclus aux congrès européens, cherchent à participer à l'ouverture des discussions de paix qui se tiennent à Münster à partir de décembre 1644 ; en particulier les autorités désirent clarifier la situation de Bâle, Schaffhouse, Appenzell et Saint-Gall qui n'avaient pas été inclus dans la paix de 1499 et relevaient alors toujours de la juridiction impériale. Cependant, leur présence est refusée conjointement par les Autrichiens et les Français jusqu'en 1646, où l'ambassadeur français change d'avis et invite le bourgmestre de Bâle, Johann Rudolf Wettstein, comme interlocuteur représentant les villes réformées.
Lorsque Wettstein obtient l'exemption de Bâle de la juridiction impériale, la Diète le reconnaît comme mandataire officiel et obtient le soutien du duc de Lunéville. De fait, après plusieurs années de négociations, les deux traités de Westphalie sont signés par les protagonistes le 24 octobre 1648 : division du Saint-Empire romain germanique au profit des États-nations, gains territoriaux pour la France et la Suède et division de l'Europe en deux moitiés l'une catholique et l'autre protestante sont les principales décisions prises lors de ces traités.
Pour la Confédération suisse ainsi que pour l'ensemble des cantons la composant, ce traité revêt une importance capitale : en effet, la reconnaissance de son indépendance est officielle et définitive à cette occasion, de même que pour les Provinces-Unies. La Suisse est désormais un État reconnu comme indépendant par tous, définitivement séparé de l'Empire et à l'abri des prétentions habsbourgeoises.

### Les guerres de Villmergen

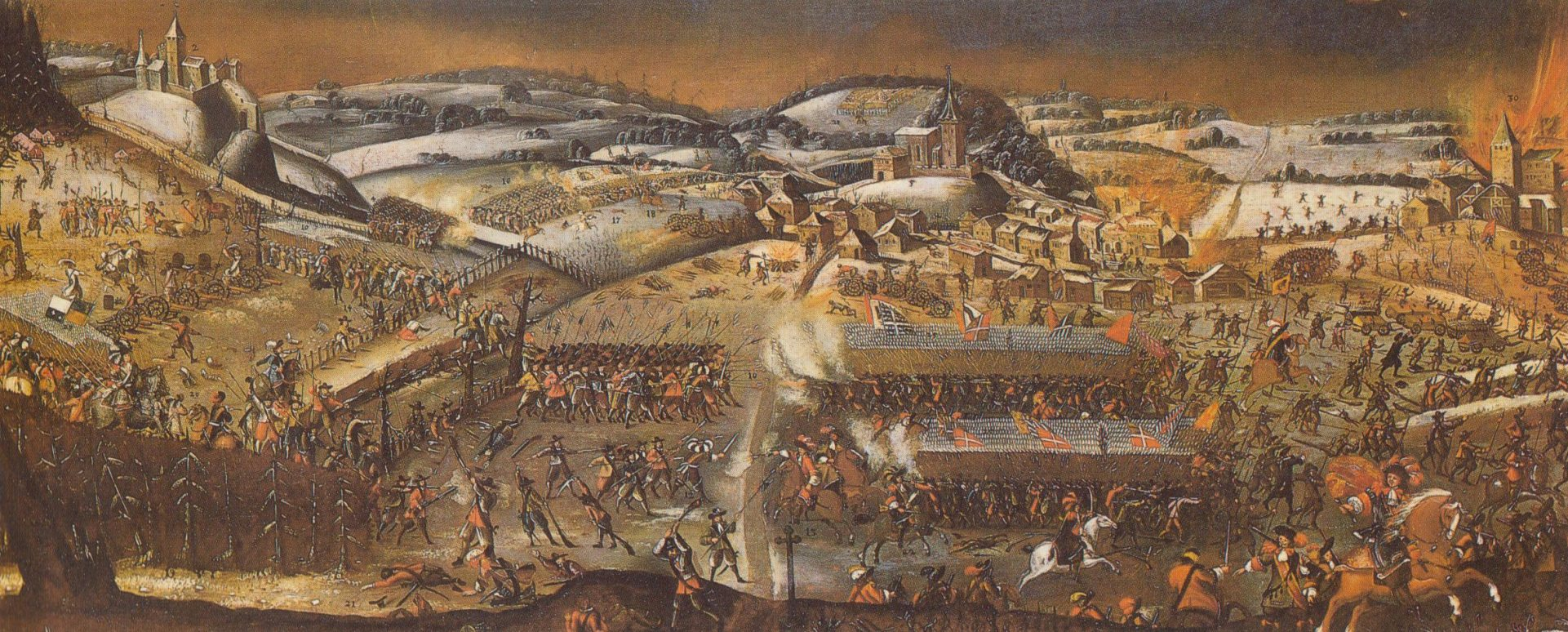
Représentation de la première bataille de Villmergen.

Malgré la conclusion de la seconde paix de Kappel, les tensions confessionnelles ne sont pas résolues entre les cantons campagnards et catholiques et les villes protestantes et en particulier Berne et Zurich qui, à elles deux, prennent une place politique, démographique, sociale et économique de plus en plus importante dans la seconde moitié du XVIIe siècle. En 1656, Zurich tente d'imposer aux cantons catholiques des mesures visant à améliorer la condition des protestants installés chez eux ; cette tentative dégénère en une bataille rangée le 24 janvier 1656 entre les troupes zurichoises et les catholiques près du village argovien de Villmergen qui donne son nom à cette bataille. Les hostilités cessent le 20 février après la défaite des protestants et, le 7 mars, un traité de paix rétablit la situation précédente, favorable au catholiques.
Le conflit reprend, pour les mêmes raisons et au même endroit, en 1712 après que les habitants du Toggenbourg, réformé, se sont soulevés en 1707 contre leur maître, l'abbé de Saint-Gall. Cette fois-ci, ce sont les protestants qui l'emportent lors de la Guerre de Toggenburg et signent la paix de Baden le 15 juin 1718 pour imposer plusieurs modifications politiques, en particulier sur la possession des bailliages communs (les cantons catholiques sont exclus de la gestion des bailliages de Baden et des Freie Ämter bas alors que Berne est admis dans celui des Freie Ämter haut, de la Thurgovie, du Rheintal et de Sargans) ainsi que sur le mode de décision lors des réunions de la Diète qui passe de la majorité simple (acquise aux catholiques) à la décision d'un tribunal constitué à parts égales de catholiques et de protestants. Plusieurs traditions perdurent en Suisse à la suite de cette guerre, tel que le pain de la Maitli-Sunntig préparé en Argovie le deuxième dimanche de l'année en remerciement aux femmes venues aider les soldats sur le champ de bataille ou l'obligation faite aux pasteurs vaudois, lors de la célébration d'un mariage, de vérifier que le nouvel époux soit « pourvu de son uniforme et de ses armes », afin d'éviter, comme cela avait été le cas lors de la bataille, que certains soldats se retrouvent sans armes.

## Mouvements sociaux etaffaires
Alors que les guerres de Religion, marquant la seconde partie du XVIIe siècle tant en Suisse que dans le reste de l'Europe, le XVIIIe siècle est marqué par plusieurs révoltes économiques et sociales de portée bien moins importantes mais révélatrices d'un changement de mentalités. Entre la signature de la paix d'Aarau qui conclut la seconde guerre de Villmergen en 1712 et la Révolution française de 1789, plus de 20 « affaires », conflits, troubles ou mini-révolutions sont référencées sur le territoire du Corps helvétique ou de ses alliés, avec deux pointes dans les décennies 1760 et 1780, respectivement périodes de haute et de très basse conjoncture économique.
Pris séparément, ces événements ne représenteront jamais un danger important pour les autorités en place, mais exigeront une vigilance accrue de ces mêmes autorités et permettront aux cantons d'exprimer à plusieurs reprises leur solidarité commune envers les pays sujets.

### La guerre des paysans de 1653

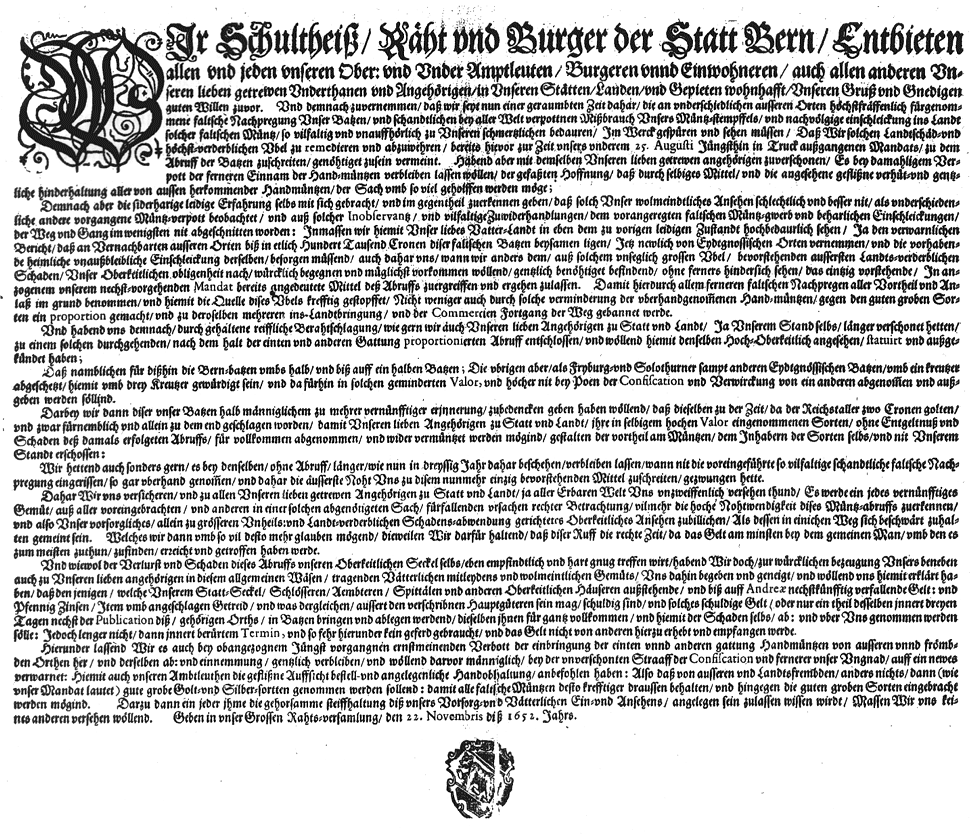
Édit bernois concernant la dévaluation du batz en 1652.

Prédécesseur des conflits sociaux du XVIIIe siècle, la guerre des paysans de 1653 suit immédiatement la conclusion de la guerre de Trente Ans. Après une vingtaine d'années de forte conjoncture économique due à sa neutralité dans une Europe en guerre, la Confédération subit de plein fouet, à la fin des hostilités, une dévalorisation de ses monnaies (et principalement du batz utilisé dans l'Ouest du pays) due à une forte inflation.
La décision de dévaluation du batz, prise en décembre 1652 par les cantons de Berne, Soleure et Fribourg, provoque le mécontentement des paysans de la vallée d'Entlebuch, dans le canton de Lucerne, puis de l'ensemble de l'Emmental, de Soleure et d'une partie de l'Argovie. Les paysans réclament, au début de l'année 1653 des mesures compensatoires pour les pertes financières ainsi que l'institution d'une « alliance paysanne », partenaire de la Diète des cantons. Cette crise est la dernière où une médiation fédérale (offerte par les Waldstätten envers Lucerne et par Zurich et Zoug envers Berne) est tentée ; à la suite de celle-ci, les quelque 3 000 paysans qui s'étaient regroupés autour de Lucerne acceptent de se retirer.

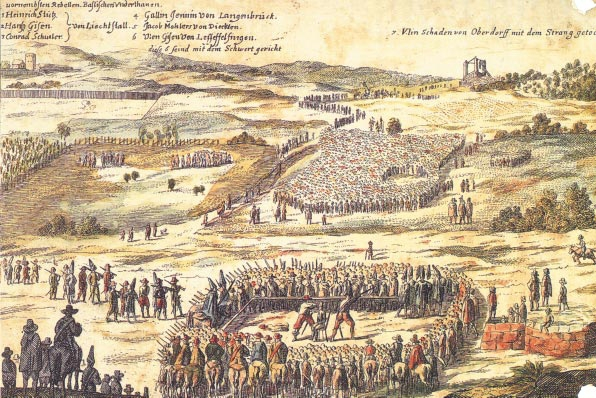
Exécution des meneurs de la guerre des paysans de 1653.

Alors que les esprits semblent se calmer, la Diète publie un virulent « mandat contre la rébellion » en mars 1653 qui provoque l'exaspération des campagnes. Elles mobilisent 16 000 hommes, nomment Niklaus Leuenberger chef de la Ligue et encerclent Berne, forçant le gouvernement à promettre le paiement d'une indemnité de 50 000 livres.
Conformément aux accords de paix signés le 29 mai à Murifeld (près de la ville de Berne) et le 4 juin à Mellingen, la Ligue du peuple commence à démobiliser lorsque ses troupes sont attaquées par surprise par les troupes bernoises, renforcées par des contingents vaudois, fribourgeois et neuchâtelois. Les paysans sont défaits à Wohlenschwil en Argovie et à Herzogenbuchsee dans le canton de Berne. Les meneurs de la rébellion sont poursuivis, torturés et mutilés, alors même que l'armistice signé quelques jours plus tôt leur promettait l'impunité.

### Le major Davel

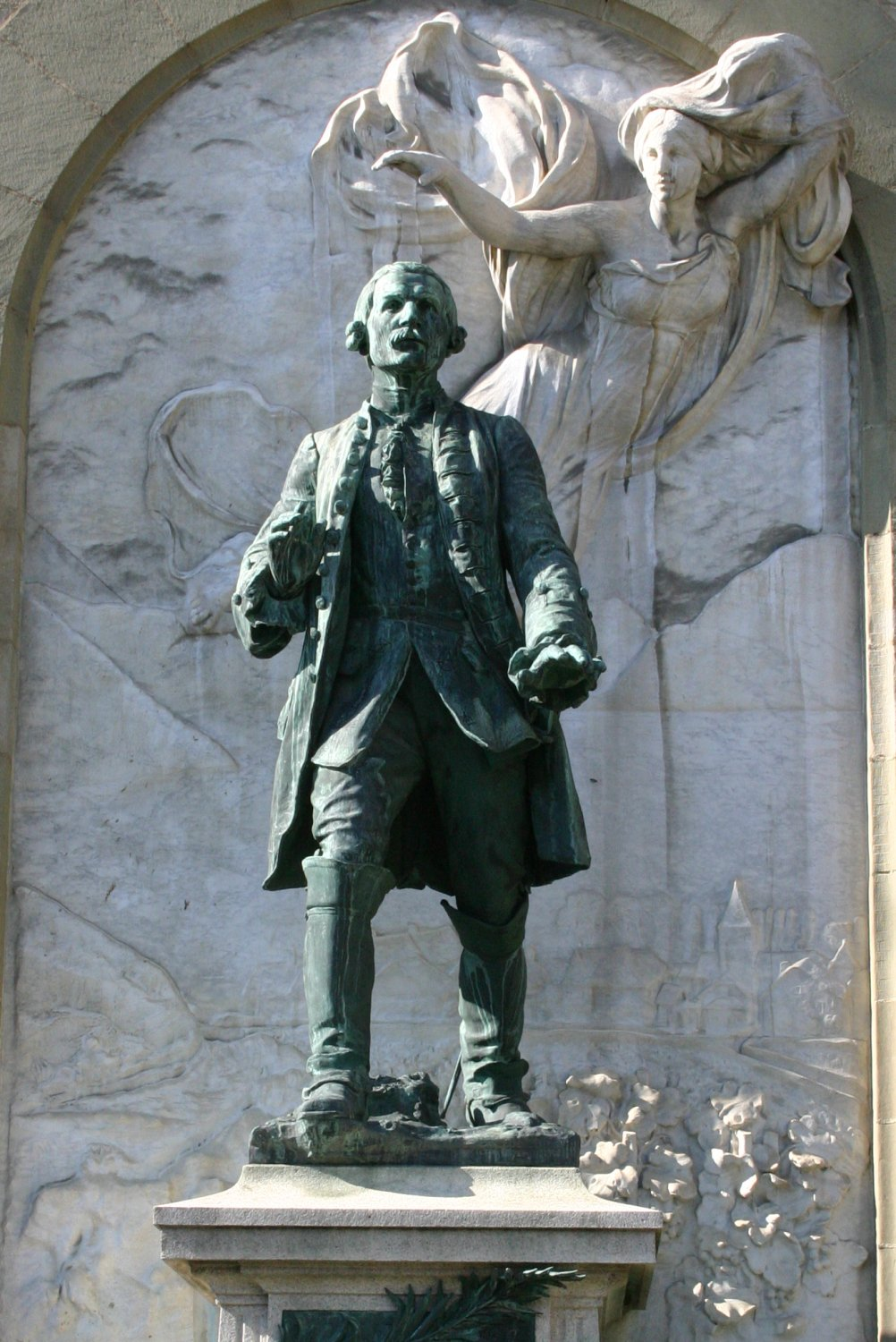
Statue du major Davel à Lausanne.

Le 31 mars 1723, un officier vaudois, le major Abraham Davel, mobilise son bataillon et, sans avertir ses hommes, prend d'assaut l'hôtel de ville de Lausanne dans le but de libérer le pays de Vaud de la domination bernoise dont il refuse la politique religieuse. Âgé de 53 ans, il lance son mouvement seul, sans le soutien ni de la population, ni des autorités qui le dénoncent aux Bernois. Il est arrêté le 1er avril 1723 et jugé par un tribunal lausannois pour rébellion, en particulier pour avoir transmis aux autorités un manifeste de plusieurs pages ; pendant son procès, le tribunal veille à le faire passer pour un illuminé et exclut de l'affaire tout le volet politique. Il est toutefois condamné à mort et, après avoir été torturé, décapité à Vidy le 24 avril. Il ne sera réhabilité qu'en 1839 par la pose d'une plaque dans la cathédrale de Lausanne, suivie dans les années suivantes par plusieurs monuments, pièces de théâtre, peintures (dont Le Major Davel de Charles Gleyre), études et manifestations historiques).

### La prise d'armes de Genève de 1737
Genève, ville baptisée le « laboratoire de la révolution », connaît plusieurs troubles lors du XVIIIe siècle, principalement à cause de la grande diversité financière de la population où une élite très riche côtoie une grande pauvreté sur un territoire exigu ; pendant cette période, la population est divisée en quatre classes politiques : d'un côté les « bourgeois » et les « citoyens », qui participent à la vie politique, et de l'autre les « habitants » (nouveaux venus dans la ville) et les « natifs » (descendants des habitants) qui n'ont aucun droit politique et subissent divers désavantages économiques. De fait, le passage d'une classe à l'autre est très difficile, voire impossible.
Alors qu'une première révolte, menée par Pierre Fatio en 1707 n'avait pas abouti, une seconde manifestation publique est déclenchée en raison du manque de consultation de la bourgeoisie par le pouvoir exécutif sur l'engagement de nouveaux moyens financiers pour bâtir les nouvelles fortifications de la ville. La situation se dégrade progressivement jusqu'au 20 août 1737 où la bourgeoisie prend d'assaut l'hôtel de ville défendu par les troupes du gouvernement qui doivent se retirer après que onze victimes sont restées sur le pavé : la République passe alors aux mains de la bourgeoisie qui proclame le Conseil général comme détenteur de la souveraineté.
Ce n'est que le 8 mai 1738 que le gouvernement légitime pourra revenir en ville, à la suite d'une médiation conjointe de la France, de Zurich et de Berne. Cette « illustre médiation » (selon son nom) confirme d'un côté les compétences des conseils restreints (Conseil des deux-cents, des soixante et des Vingt-cinq) tout en octroyant plusieurs droits à la bourgeoisie, dont celui de représentation au sein de ces conseils.

### La conjuration Henzi
Une autre révolte de bourgeois contre l'aristocratie a lieu en 1748 à Berne : une première demande avait été adressée au gouvernement en 1744 pour que celui-ci accepte d'ouvrir le droit aux charges publiques à l'ensemble des bourgeois, faisant ainsi passer de 80 à 350 le nombre de familles dirigeantes. Cette demande est rejetée par les familles au pouvoir et les auteurs de la démarche, dont Samuel Henzi, sont condamnés au bannissement pour cinq ans. Henzi part alors pour Neuchâtel où il gagne sa vie comme journaliste.
Pendant cette période de cinq ans, plusieurs entrepreneurs et artisans vont initier une conjuration et convaincre Henzi de se joindre à eux. Ce dernier met par écrit une réorganisation complète de l'État bernois en y introduisant plusieurs éléments révolutionnaires, tels que l'élection par le peuple ou la limitation de la durée des mandats. La conjuration est cependant trahie le 2 juillet 1749 par l'un de ses membres qui avertit le gouvernement. Celui-ci fait arrêter 70 personnes soupçonnées de participation qui sont jugées dans les jours suivants : Samuel Henzi, identifié comme l'un des meneurs de la révolte, est décapité avec deux de ses camarades le 17 juillet de la même année. Malgré les efforts du gouvernement bernois pour tenir l'affaire secrète, l'annonce de cette conjuration aura un écho important dans la presse étrangère ; un drame sera même partiellement publié sur ce thème en 1753.

### Le soulèvement de la Léventine
La Léventine, bien que bailliage uranais depuis la paix de Milan du 4 avril 1441, dispose de certaines libertés, en particulier de ses franchises. Cependant, lorsque les autorités d'Uri exigent, en 1754, que le bailliage fournisse les comptes de la gestion des biens des veuves et des pupilles, l'assemblée locale refuse et arrête le bailli uranais le 8 mai 1755.
Presque immédiatement, les troupes uranaises secondées par 1 300 Unterwaldiens et Lucernois se déploient en Léventine où les insurgés déposèrent les armes. Les trois meneurs sont arrêtés et décapités le 2 juin 1754 sur la place de Faido, devant l'ensemble de la population masculine de la vallée qui doit, à genoux, renouveler son serment de fidélité. À la suite de cette affaire, la Léventine est privée de ses droits spécifiques : son assemblée est supprimée et le pouvoir du bailli est renforcé.

### Le soulèvement Chenaux
En Gruyère, bailliage du canton de Fribourg, plusieurs décisions font monter la tension : à la fois religieuses (suppression de certaines processions en 1773 et de fêtes chômées en 1780, fermeture du monastère de la Valsainte, en 1778) et économiques (interdiction de la vaine pâture dans les sous-bois et limites à l'exploitation des forêts communales). Le problème des forêts fait allusion à l'Affaire de Sautaux et aux coupes de bois, réalisées en 1775 dans une partie de la forêt réservée au gouvernement, dirigées par Pierre-Nicolas Chenaux. Ces décisions sont mal comprises et, couplées à des rumeurs de nouvelles taxes, provoquent le mécontentement des populations locales.
Ces mécontentements vont se traduire en un véritable soulèvement d'environ 2 500 hommes, dirigés par le militaire Pierre-Nicolas Chenaux et probablement initié par l'avocat Jean Nicolas André Castella, futur président du club helvétique de Paris, qui se dirigent, le 2 mai 1781 vers Fribourg où doit se tenir, le lendemain, la foire de mai. Les intentions des insurgés sont alors de profiter de cet événement soit pour prendre le pouvoir, soit pour forcer le gouvernement à renoncer à quelques décisions et à redresser certains abus.
Le 4 mai, après être parvenu à s'emparer des portes de la ville, de l'arsenal ainsi que de l'hôtel de ville, les paysans sont encerclés et désarmés par les troupes arrivées en toute hâte de Berne, Lucerne et Soleure au secours de Fribourg. Dans la nuit du 4 au 5 mai, Chenaux, est tué en duel par un de ses hommes, Henri Rossier appâté par la forte récompense promise à qui le livrerait mort ou vif ; son corps est ramené en ville. En vertu de la loi Caroline, la mort n'éteignant pas les accusations portées contre lui, il est condamné, puis décapité et démembré.
Contrairement à d'autres soulèvements locaux, la mort du principal meneur de la révolte ne calme pas ses troupes. Les Fribourgeois se rendent en pèlerinage sur le tombeau de celui qui prend le nom de « saint Nicolas Chenaux, martyr de la liberté ». Les autorités, suivant le conseil de Berne, Lucerne et Soleure, optent pour l'apaisement et invitent les « paroisses et communautés » à exprimer leurs demandes par écrit. Si les campagnards ne demandent que des allègements fiscaux ainsi que le rétablissement des fêtes religieuses, la bourgeoisie aspire quant à elle à une meilleure répartition du pouvoir avec les patriciens. Le conflit ne s'achèvera finalement qu'en 1783 par l'exil forcé de ses principaux représentants.

## La Suisse des Lumières

### Les famines de 1770 et les progrès de l'agriculture

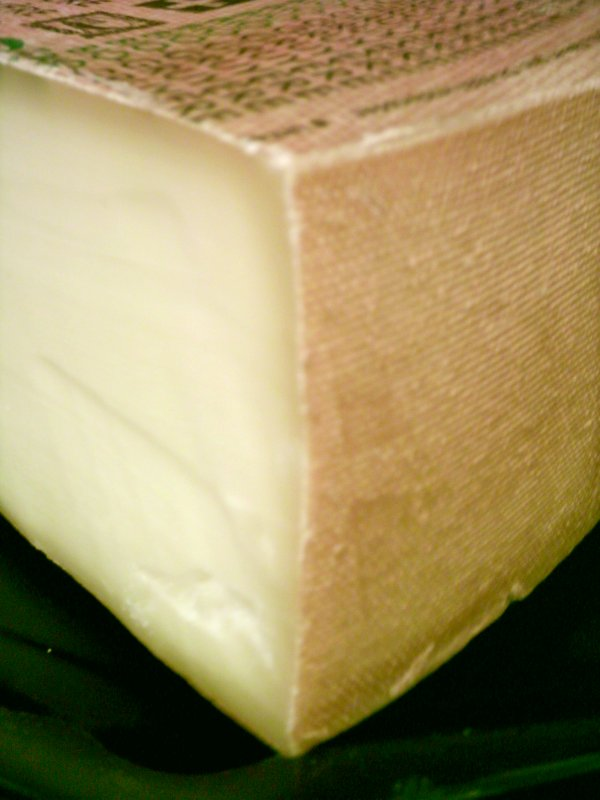
Le Gruyère, produit d'exportation typique.

L'assolement triennal, en vigueur depuis le Moyen Âge sur le plateau suisse, est remis en question dès le début du XVIIe siècle par l'accroissement démographique et les nouvelles possibilités industrielles. Au siècle suivant, cette pratique n'est plus utilisée, la variation des cultures et la fumure des champs permettant de se passer de la jachère. Dès le début du siècle, la culture de la pomme de terre se répand dans tout le pays jusqu'en montagne, particulièrement lors des périodes de disette des années 1770 et 1771, palliant ainsi la variation considérable des récoltes de blé, sujet à des hausses et des baisses considérables de prix d'une année à l'autre.
Ces innovations sont largement le fait, dans les cantons agricoles que sont Berne, Fribourg et Soleure entre autres, des adeptes de la physiocratie qui prônent le « gouvernement par les lois naturelles » ; dans le même temps, l'élevage se répand dans les Alpes et les Préalpes où la production de fromage (Gruyère et Emmental en tête) connaît un succès toujours croissant à l'exportation.
Depuis la grande crise de 1770-1771, les différents gouvernements cantonaux mettent sur pied un système de contrôle de la conjoncture en achetant massivement du blé de Bourgogne, d'Alsace et de Souabe, mais également de Sicile et même d'Afrique et en le revendant localement à un prix inférieur. De cette manière, les villes de Zurich et Berne, entre autres, peuvent empêcher des famines à l'intérieur de leurs murs ; progressivement à la fin du siècle, cette distribution devait même s'étendre aux cantons avoisinants.

### La Suisse industrielle et économique

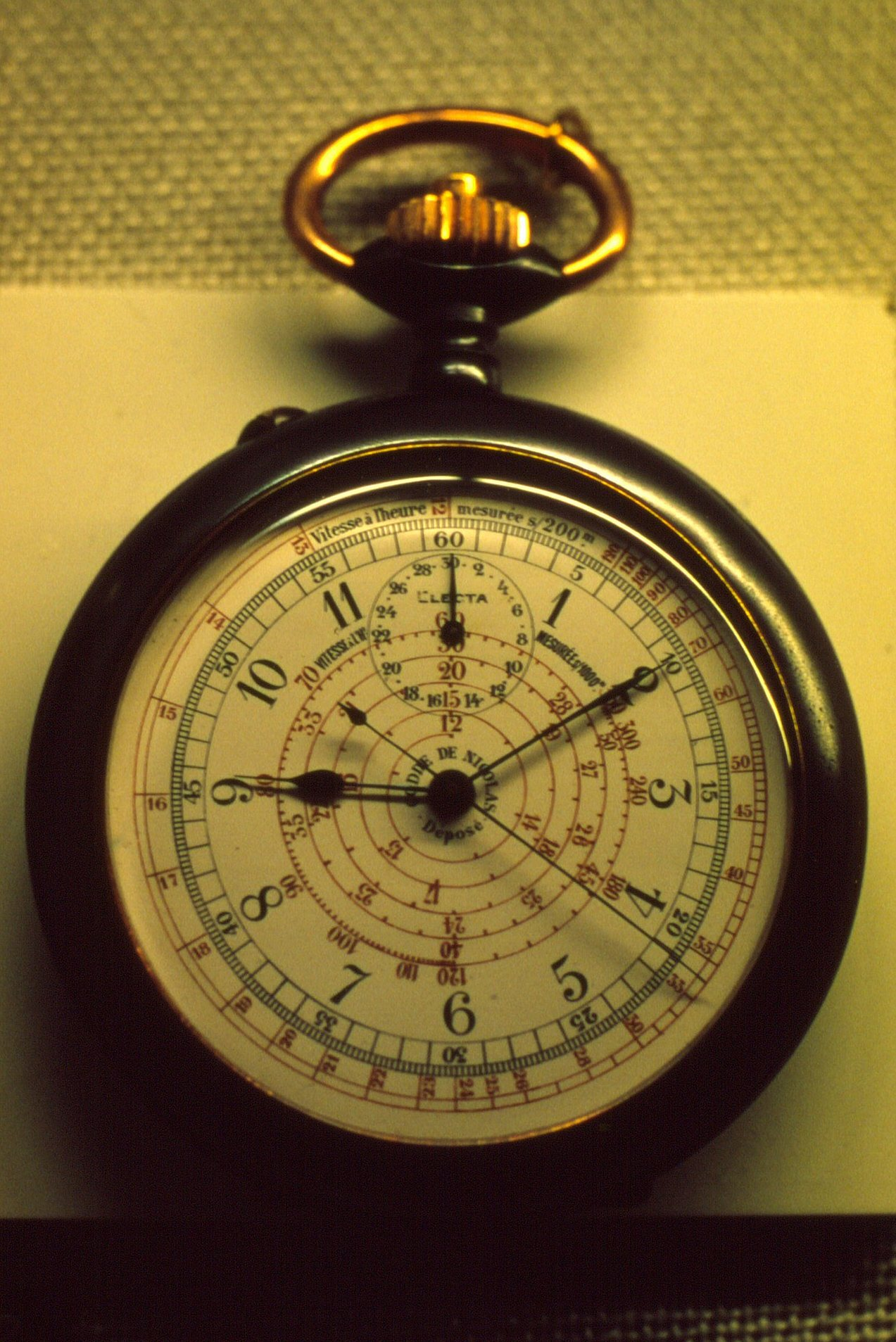
Un chronomètre fabriqué dans le Jura bernois.

Parallèlement aux progrès de l'agriculture, l'industrie commence à se développer, principalement dans le Nord et l'Est du pays : le travail du textile permet à de nombreuses familles pauvres de gagner un peu d'argent grâce au tricotage de culottes et de bas dans les campagnes bernoise, zurichoise et bâloise, à la bonneterie en Argovie ou encore au tressage de la paille et à la chapellerie dans le Freiamt et dans le Rafzerfeld. La production se fait alors à 95 % à domicile et à 5 % seulement en fabrique.
Dans le même temps, l'horlogerie se développe à la fois à Genève pour les montres de luxe et dans les montagnes jurassiennes pour les modèles meilleur marché. Encouragés par le savoir-faire des huguenots réfugiés de France, les horlogers genevois ne se concentrent bientôt plus que sur la finition de leurs montres, confiant la confection des ébauches à des fabriques délocalisées dans le pays de Gex, dans le Faucigny ou dans le pays de Vaud.
La Confédération helvétique du XVIIIe siècle et ses alliés sont également particulièrement connus dans les domaines de la banque et du commerce : alors que le banquier genevois Jacques Necker devient le ministre des Finances du roi de France, ses compatriotes deviennent spécialistes dans l'importation du coton, qui est ensuite acheminé vers Zurich pour y être transformé. Les maisons de négoce telles que la maison Zellweger à Trogon ou la maison Pourtalès à Neuchâtel ouvrent progressivement des succursales dans les principaux ports et marchés d'Europe continentale. Certaines de ces maisons de commerce sont engagées, dans la dernière partie du siècle dans le commerce d'esclaves.

### Les Lumières suisses

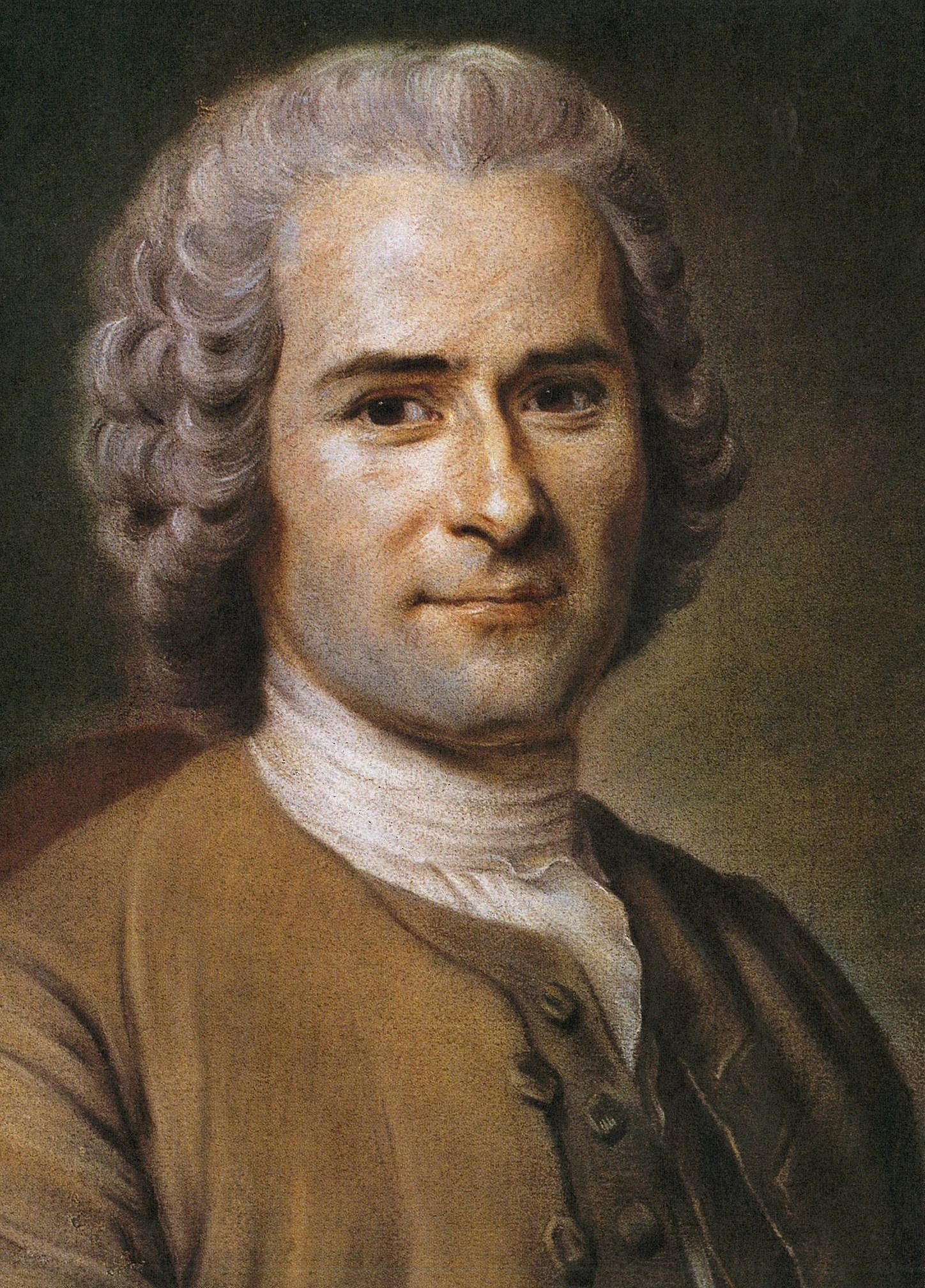
Portrait de Jean-Jacques Rousseau, réalisé par Maurice Quentin de La Tour.

L'influence des Lumières en Suisse se fait particulièrement ressentir dans le domaine de l'éducation et de la pédagogie où un débat national oppose les tenants d'une école libre, gratuite et obligatoire et leurs opposants, appelés « obscurantistes », qui jugent cette idée trop coûteuse et inutile. La mise en place d'un premier degré scolaire ouvert à tous (y compris aux filles), passe donc pour une réalisation majeure des Lumières.
Dans le même temps, des juristes et philosophes tels que Jean Barbeyrac, Jean-Jacques Burlamaqui ou Emer de Vattel répandent le nouveau concept de « droit naturel » qui veut que seul le « bon sens » puisse permettre de comprendre le monde et qui définit la liberté de conscience comme l'un des droits inaliénables de l'être humain. Ce concept sera repris plus tard à la fois par le mouvement d'indépendance américain ainsi que par des penseurs Isaak Iselin et Johann Georg Zimmermann dans le domaine politique.
Toujours au XVIIIe siècle, apparaissent les premiers artistes suisses vivant de leur art : des écrivains tels que Jean-Jacques Rousseau ou Johann Heinrich Pestalozzi ou des musiciens tels que Franz Joseph Leonti Meyer von Schauensee (de). Sur le plan scientifique, le médecin Albrecht von Haller, les mathématiciens Leonhard Euler et Jean Bernoulli, ou encore le physicien Nicolas de Béguelin doivent quitter le pays qui manque de grandes universités pour aller enseigner à Berlin, sous la férule de Frédéric II : jusqu'à un tiers des membres de l'Académie de Berlin et plus de la moitié de sa section scientifique seront des Suisses.
Un courant, nommé Helvétisme par Gonzague de Reynold dans son Histoire littéraire de la Suisse au XVIIIe s., se développe pendant le siècle et exprime pour la première fois un sentiment national. Tout d'abord littéraire avec Beat Louis de Muralt et ses Lettres sur les Anglais et les Français parues en 1725, le mouvement s'étend rapidement à d'autres domaines. Des chaires d'histoire nationales (dont celle occupée à Zurich par Johann Jakob Bodmer) sont créées dans les académies et Johannes von Müller publie en 1780 son Histoire des Suisses qui va, pour le siècle suivant, fixer l'historiographie du pays. Symbole de ce mouvement, la Société helvétique est fondée en 1761 à Schinznach pour promouvoir « l'amitié et l'amour, l'unité et l'harmonie entre les Confédérés » et va, par ses écrits, promouvoir l'idée du berger des Alpes comme modèle du « vrai Suisse » et le Saint-Gothard comme « berceau de l'histoire de la Confédération et […] château d'eau de l'Europe ».

## La fin de l'Ancien Régime
L'action combinées des différents soulèvements de la seconde moitié du XVIIIe siècle et des événements internationaux, tels que la révolution américaine et la révolution française, marque la fin de l'Ancien Régime en Suisse. Aidés par les mouvements voisins, les actions révolutionnaires en Suisse éclatent dès 1790 à Zurich, mettant en péril la stabilité politique à la fois des cantons et de la Confédération. Finalement, au nom « de la liberté et de l'humanité », le pays sera envahi par la France qui va l'occuper pour les seize années suivantes.

## Sources
- G. Andrey, Histoire de la Suisse pour les nuls, 2007.

1. 1 2  p. 105.
2. 1 2  p. 106.
3. ↑  p. 107-108.
4. ↑  p. 109.
5. ↑  p. 110.
6. ↑  p. 108.
7. 1 2  p. 117.
8. ↑  p. 120.
9. ↑  p. 122
10. 1 2  p. 123.
11. ↑  p. 124.
12. ↑  p. 126.
13. ↑  p. 134.
14. ↑  p. 130-131.
15. ↑  p. 134.
16. ↑  p. 135.
17. 1 2  p. 142.
18. ↑  p. 146-147.
19. ↑  p. 165.
20. ↑  p. 167.
21. ↑  p. 168.
22. ↑  p. 168-169.
23. ↑  p. 169.
24. ↑  p. 174-175.
25. ↑  p. 175-176.
26. ↑  p. 177.
27. ↑  p. 178-179.

- J-J Bouquet, Histoire de la Suisse, 2005.

1. ↑  p. 49.
2. ↑  p. 48.
3. ↑  p. 52.
4. ↑  p. 35.
5. ↑  p. 38-39.
6. ↑  p. 42.
7. ↑  p. 40.

- J.-P. Felber, De l'Helvétie romaine à la Suisse romande, 2006.

1. ↑  p. 170.
2. ↑  p. 175.
3. ↑  p. 180.
4. ↑  p. 181.
5. ↑  p. 217.
6. ↑  p. 216.

- G. Nappey, Histoire suisse, 2007.

1. ↑  p. 35.
2. ↑  p. 34.
3. ↑  p. 35.

- Collectif, Nouvelle histoire de la Suisse et des Suisses, 1982.

1. ↑  p. 292.
2. ↑  p. 296-297.
3. ↑  p. 300.
4. ↑  p. 245.
5. ↑  p. 360.
6. 1 2  p. 361.
7. ↑  p. 364-367.
8. ↑  p. 371.
9. ↑  p. 349.
10. ↑  p. 309-310.
11. ↑  p. 311.
12. ↑  p. 315.
13. ↑  p. 326.
14. ↑  p. 376.
15. ↑  p. 384.
16. ↑  p. 396.
17. ↑  p. 397.
18. ↑  p. 399.
19. ↑  p. 380.
20. ↑  p. 381.
21. ↑  p. 403.
22. ↑  p. 411-412.
23. ↑  p. 412-413.
24. ↑  p. 414.
25. ↑  p. 450-451.
26. ↑  p. 452.
27. 1 2  p. 466.
28. ↑  p. 458-459.
29. ↑  p. 460.
30. ↑  p. 465.
31. ↑  p. 429-430.
32. ↑  p. 434.
33. ↑  p. 479.
34. ↑  p. 480.

- S. Kurschat, Pierre-Nicolas Chenaux, le révolté gruérien, 2017.

1. ↑  p. 86.
2. ↑  p. 129.
3. ↑  p. 131

- Autres références

1. ↑  Une traduction du Convenant est proposée par Carl Hilty, Les constitutions fédérales de la Confédération suisse, Neuchâtel, 1891 (lire en ligne) pages 97-99.
2. 1 2  « Confédération : Consolidation et élargissement (1353-1515) » dans le Dictionnaire historique de la Suisse en ligne..
3. ↑  « Nicolas de Flüe, témoin de la présence du Verbe au cœur de l'Histoire », sur AISA Suisse (consulté le 2 juin 2008).
4. ↑  Valérie Sobotka, Grandeur et déclin du Saint-Empire, Clio, 2007 (lire en ligne) pages 3-4.
5. ↑  « Diète impériale » dans le Dictionnaire historique de la Suisse en ligne..
6. ↑  « Ni l'Autriche, ni l'Empire », sur Atrium : section histoire (consulté le 3 juin 2008).
7. ↑  « Dornach, bataille de » dans le Dictionnaire historique de la Suisse en ligne..
8. ↑  Selon Wilhelm Oechsli cité par « Bâle, paix de (1499) » dans le Dictionnaire historique de la Suisse en ligne..
9. ↑  « Munot » dans le Dictionnaire historique de la Suisse en ligne..
10. 1 2  (en) « Historical Milestones », sur Uni Basel (consulté le 4 juin 2008).
11. ↑  « Appenzell (canton) - Du XIIe au XVIe siècle : histoire politique » dans le Dictionnaire historique de la Suisse en ligne..
12. ↑  Grégoire Ghika, La fin de l'état corporatif en Valais et l'établissement de la souveraineté des dizains au XVIIe siècle, Sion, Fiorina & Pellet, 1947Thèse de droit présentée à l'Université de Genève.
13. ↑  « Grisons » dans le Dictionnaire historique de la Suisse en ligne..
14. ↑  « Grisons » dans le Dictionnaire historique de la Suisse en ligne., section 3 : « La République des III Ligues (XIVe – XVIIIe siècles) ».
15. ↑  « Diète fédérale - Des origines à 1798 » dans le Dictionnaire historique de la Suisse en ligne..
16. ↑  « Baden (commune) - Du haut Moyen Age à nos jours » dans le Dictionnaire historique de la Suisse en ligne..
17. ↑  « Frauenfeld - De la Préhistoire à la fin de l'Ancien Régime » dans le Dictionnaire historique de la Suisse en ligne..
18. ↑  « Hypothèques - Évolution du crédit hypothécaire jusqu'au début du XXe siècle » dans le Dictionnaire historique de la Suisse en ligne..
19. ↑  « Seigneurie de Corbières » dans le Dictionnaire historique de la Suisse en ligne..
20. ↑  « Draperie » dans le Dictionnaire historique de la Suisse en ligne..
21. ↑  « La protoindustrialisation », sur Université de Genève (consulté le 11 juin 2008).
22. ↑  « Guerres d'Italie - Prélude » dans le Dictionnaire historique de la Suisse en ligne..
23. ↑  « Trahison » dans le Dictionnaire historique de la Suisse en ligne..
24. ↑  « Guerre d'Italie », sur memo.fr (consulté le 5 juin 2008).
25. ↑  « guerres d'Italie - Les événements » dans le Dictionnaire historique de la Suisse en ligne..
26. ↑  « Expédition de Dijon » dans le Dictionnaire historique de la Suisse en ligne..
27. ↑  « Les guerres d'Italie - Les conséquences » dans le Dictionnaire historique de la Suisse en ligne..
28. ↑  « Ulrich Zwingli (1484-1531) », sur museeprotestant.org (consulté le 6 juin 2008).
29. ↑  « Zwingli, Ulrich », sur memo.fr (consulté le 6 juin 2008).
30. ↑  « La Réforme : Huldrych Zwingli (1484 - 1531) », sur reformiert online (consulté le 6 juin 2008).
31. ↑  « Disputes de religion » dans le Dictionnaire historique de la Suisse en ligne..
32. ↑  Voir à ce sujet le discours de Zwingli cité dans Histoire de la Suisse, Fribourg, Fragnière, 1984 (lire en ligne), page 80.
33. ↑  « La Réforme en Suisse », sur memo.fr (consulté le 6 juin 2008).
34. ↑  « Les luttes, les succès et les revers de la Réforme zwinglienne au sein des Ligues suisses (1526-1531) », sur regard.eu.org (consulté le 6 juin 2008).
35. ↑  « Ulrich Zwingli : un réformateur en action », sur oratoiredulouvre.fr (consulté le 6 juin 2008).
36. ↑  « Combourgeoisies chrétiennes » dans le Dictionnaire historique de la Suisse en ligne..
37. ↑  « Alliance chrétienne (1529) » dans le Dictionnaire historique de la Suisse en ligne..
38. ↑  « Guerres de Kappel, La première guerre » dans le Dictionnaire historique de la Suisse en ligne..
39. ↑  Philippe Houdry et Gilles Houdry, La bataille de Kappel en 1531, De Jaune et de Rouge Vêtus, coll. « Genus Familia », 1999 (lire en ligne), p. 6.
40. ↑  « Guerres de Kappel - La seconde guerre » dans le Dictionnaire historique de la Suisse en ligne..
41. ↑  Par exemple dans M. Körner, Nouvelle histoire de la Suisse et des Suisses, op. cit., page 398.
42. ↑  Charles Gilliard, La conquête du Chablais par les Bernois en 1536, coll. « Revue d'histoire suisse, 11 », 1931, p. 193-205.
43. ↑  Dont la famille Pestalozzi selon J.-J.Bouquet, Histoire de la Suisse, coll. « Que sais-je ? », page 39.
44. ↑  « Traité de Lausanne » dans le Dictionnaire historique de la Suisse en ligne..
45. ↑  « Le Concile de Trente », sur publius-historicus.com (consulté le 8 juin 2008).
46. ↑  « Réforme catholique » dans le Dictionnaire historique de la Suisse en ligne..
47. ↑  « Fribourg », sur Jésuites en Suisse (consulté le 8 juin 2008).
48. ↑  « Porrentruy », sur Jésuites en Suisse (consulté le 8 juin 2008).
49. ↑  « Capucins » dans le Dictionnaire historique de la Suisse en ligne..
50. ↑  « Contre-Réforme » dans le Dictionnaire historique de la Suisse en ligne..
51. ↑  « Jacques Christophe Blarer de Wartensee » dans le Dictionnaire historique de la Suisse en ligne..
52. ↑  Janine Fayard Duchêne, La construction de l'État patricien, vol. II, Société d'histoire du Valais romand, coll. « Histoire du Valais », 2002, p. 356-367.
53. ↑  Pierre-Antoine Grenat, Histoire moderne du Valais de 1536 à 1815, Genève, Slatkine, 1904 (ISBN 2-05-100236-3, lire en ligne), p. 150-151.
54. ↑  « Les Ligues grisonnes pendant la guerre de Trente Ans », sur swissworld.com (consulté le 11 juin 2008).
55. 1 2  « Défensionaux » dans le Dictionnaire historique de la Suisse en ligne..
56. ↑  « La Guerre de Trente ans », sur swissworld.org (consulté le 12 juin 2008).
57. ↑  « Milices cantonales - Fin du Moyen Age et début de l'époque moderne » dans le Dictionnaire historique de la Suisse en ligne..
58. ↑  Une traduction partielle du défensional est disponible sur « Le Défensional de Wil (18 mars 1668) », sur swe.jura.ch (consulté le 12 juin 2008).
59. ↑  « Le Defensional de Wil », sur yrub.com (consulté le 12 juin 2008).
60. ↑  Une traduction en ligne des traités est disponible sur « Les traités de Wesphalie du 24 octobre 1648 », sur www.pax-westphalica.de (consulté le 12 juin 2008).
61. ↑  « Les Traités de Westphalie », sur yrub.com (consulté le 12 juin 2008).
62. ↑  « Traité de Münster entre Louis XIV, roi de France, et l'empereur et les princes Allemands. Münster, 24 octobre 1648 », sur pastel.diplomatie.gouv.fr (consulté le 9 juin 2008).
63. ↑  « Les guerres de Villmergen », sur swisswold.org (consulté le 9 juin 2008).
64. ↑  Collectif, La Suisse de la formation des Alpes à la quête du futur, Ex Libris Verlags, 1975, page 71.
65. ↑  « Paix de Baden (1718) » dans le Dictionnaire historique de la Suisse en ligne..
66. ↑  « Le mythe du pain : Nouvel An et Carnaval », sur painsuisse.ch (consulté le 9 juin 2008).
67. ↑  Olivier Meuwly, Armée vaudoise : évolution et démocratisation au XIXe siècle, Yens-sur-Morges, Cabédia, 1995, 137 p. (ISBN 2-88295-160-4, lire en ligne), page 15.
68. ↑  « Batz » dans le Dictionnaire historique de la Suisse en ligne..
69. 1 2  « La Guerre des Paysans de 1653 », sur yrub.com (consulté le 13 juin 2008).
70. ↑  « Davel, Jean Daniel Abraham », sur memo.fr (consulté le 14 juin 2008).
71. ↑  « Jean Daniel Abraham Davel » dans le Dictionnaire historique de la Suisse en ligne..
72. ↑  « De l'Éscalade aux Révolutions genevoises », sur aidh.org (consulté le 14 juin 2008).
73. ↑  Un récit détaillé des évènements se trouve sur Société d'histoire et d'archéologie de Genève, Mémoires et documents, vol. 12, La Société, 1860 (lire en ligne), p. 295-304.
74. ↑  « Conjuration de Henzi » dans le Dictionnaire historique de la Suisse en ligne..
75. ↑  « Soulèvement de la Léventine » dans le Dictionnaire historique de la Suisse en ligne..
76. ↑  « L'insurrection de la Léventine (1755) », sur yrub.com, 15 juin 2008.
77. ↑  « Le soulèvement Chenaux », sur memo.fr (consulté le 15 juin 2008).
78. ↑  « Soulèvement Chenaux » dans le Dictionnaire historique de la Suisse en ligne..
79. ↑  « La révolution de Chenaux », sur yurb.com (consulté le 15 juin 2008).
80. ↑  « Industrie de l'habillement » dans le Dictionnaire historique de la Suisse en ligne..
81. ↑  « Industrie textile - De l'artisanat à l'industrie » dans le Dictionnaire historique de la Suisse en ligne..
82. ↑  « Essor de l'horlogerie genevoise et expansion sur l'Arc jurassien » dans le Dictionnaire historique de la Suisse en ligne..
83. ↑  « Jacques Necker » dans le Dictionnaire historique de la Suisse en ligne..
84. ↑  « Droit naturel » dans le Dictionnaire historique de la Suisse en ligne..
85. ↑  « Les Lumières en Suisse : centres d'intérêt et particularités » dans le Dictionnaire historique de la Suisse en ligne..
86. ↑  « Effets et conséquences des Lumières helvétiques en Suisse et à l'étranger » dans le Dictionnaire historique de la Suisse en ligne..
87. ↑  « Helvétisme » dans le Dictionnaire historique de la Suisse en ligne..
88. ↑  « La Société helvétique », sur swissworld.org (consulté le 18 juin 2008).
89. ↑  « Le mythe du Saint-Gothard », sur memo.fr (consulté le 18 juin 2008).
90. ↑  « La fin de l'Ancien Régime », sur yrub.com (consulté le 19 juin 2008).